# Rodolphe Hoornaert
Rodolphe Hoornaert (Courtrai, 1886 – Bruges, 1969) était un prêtre catholique et essayiste belge, cofondateur d’une nouvelle congrégation religieuse dans sa ville natale.
Issu de la haute société brugeoise catholique et francophone, ayant plusieurs ecclésiastiques dans sa parentèle, Rodolphe Hoornaert suivit à son tour une formation au Grand Séminaire de Bruges et fut ordonné prêtre en 1910. Après avoir travaillé un certain temps comme secrétaire à l’évêché de Bruges et réalisé quelques traductions pour le compte de ses supérieurs hiérarchiques, il entreprit à Louvain des études de philologie romane, qui lui firent notamment connaître le mysticisme espagnol, puis soutint quelques années plus tard une thèse de doctorat sur Thérèse d’Avila ; ses recherches ultérieures et ses travaux de traduction porteront principalement sur l’élévation spirituelle en général et la mystique en particulier, surtout flamande et espagnole. Cependant, ces tendances mystiques ne le portèrent jamais à se replier sur une contemplation purement individuelle, mais voulaient se traduire en action, au service de l’Église.  
En 1922, il fut nommé de recteur (curé) du béguinage de Bruges, succédant à ce poste à son oncle Hector, décédé peu auparavant. Si l’évêque avait compris cette nomination comme une sorte de sinécure, devant permettre à Hoornaert de se vouer tout entier à l’étude et à l’écriture, le nouveau recteur mit au contraire tous ses efforts à ranimer le béguinage, sombré depuis longtemps dans la torpeur et ne comptant plus que cinq béguines. Ses efforts cependant n’aboutirent pas, Hoornaert échouant en effet, en dépit des conférences, articles de presse, événements publics etc., à susciter des vocations, même s’il réussit à motiver la bourgeoisie de Bruges à financer la réhabilitation du site, au dernier stade du délabrement. Renonçant finalement à son dessein de raviver le béguinisme à Bruges, Hoornaert, soutenu en cela par les bénédictins de l’abbaye Saint-André proche, décida de fonder, avec Gaspar Lefebvre, par la fusion d’un groupe de religieuses venues de Nîmes et des béguines brugeoises restantes, une nouvelle communauté religieuse, dénommée Filles de l’Église et hébergée dans un couvent neuf édifié sur le site même du béguinage. Placée sous la règle de saint Benoît et sous la direction spirituelle de Hoornaert, la nouvelle communauté apparaît atypique en ceci qu’elle amalgamait le mode de vie béguinal traditionnel (claustration moins stricte, apostolat externe, habit) et la règle bénédictine, en plus d’innovations introduites par Hoornaert à partir de 1927 qui faisaient s’écarter sa congrégation du béguinisme ancien (vœux définitifs ; glissement de l’apostolat caritatif agissant sur le terrain des œuvres directement sociales, vers un apostolat liturgique, au service de l’Église ; accent mis sur l’ascèse, sur l’obéissance, sur le bréviaire, le missel et l’office choral ; dévotion à la Sainte Trinité comme forme supérieure de méditation se pratiquant au rythme des trois principaux moments de la prière canonique quotidienne, etc.). La réunion (mystique) avec Dieu, que l’on recherchait activement (et non dans une attitude passive comme dans la mysticisme thérésien) par la voie d’une vie spirituelle exigeante et austère et par une oraison combinant aspect contemplatif et observance canonique, était vue, non tant comme une fusion ontologique avec la divinité, mais comme l’expérience de la présence divine dans l’âme, une « réunion secrète, essentielle avec le Père » ; cette réunion avec Dieu s’obtient par la réunion avec le corps mystique du Christ, lequel n’est autre que la sainte Église, née du sang de Jésus. Quant à l’apostolat (qu’il soit interne — travaux d’atelier, études et actions liturgiques, cercle de lecture, maison d’hôtes, initiations au chant grégorien, cours par correspondance, publications etc.) — ou externe (travail dans les paroisses), Hoornaert entendait — et ce fut là un point de divergence avec dom Gaspar — donner à cet apostolat, avant toute chose et préalablement, une solide charpente liturgique et contemplative, d’où ensuite seulement, corollairement, devait découler les œuvres, les actions ; de fait, quoique Hoornaert considérât l’oraison et le travail comme deux piliers d’égale importance de la vie religieuse, le volet apostolique externe des Filles de l’Église tardait à se mettre en train.
Essayiste fécond, Hoornaert laissa de nombreux ouvrages, brochures et articles traitant de liturgie, de la vie conventuelle, du béguinage de Bruges et de la nouvelle congrégation religieuse qu’il avait cofondée ; mais surtout, il ne cessa de lire et de commenter les auteurs mystiques (consacrant des livres à Jean de la Croix, sainte Thérèse d’Avila, Ruusbroeck, Retté), auteurs qu’il admirait, et dont dans une certaine mesure il s’inspira, mais sans jamais expérimenter d’extase mystique lui-même. Il s’engagea dans le Mouvement liturgique et s’attela à structurer et normaliser la formation des acolytes, d’abord à l’échelle diocésaine, puis internationale.

## Biographie

### Jeunes années

#### Enfance à Courtrai
Rodolphe Hoornaert vint au monde à Courtrai, à une époque — la seconde moitié du XIXe siècle — où les tensions entre catholiques et libéraux (et chez les catholiques entre eux) étaient très palpables, mais où le pays, ainsi que la municipalité de sa ville natale, était gouverné par la majorité catholique. Bien que la ville connût au XIXe siècle une industrialisation et une urbanisation rapide, elle ne put, en raison de l’exode rural, résorber totalement la croissance démographique. À côté de quartiers populaires déshérités, des quartiers nouveaux et élégants voyaient le jour, avec des demeures pour la bourgeoisie nantie, tels que le quartier de la gare, où vivait la famille Hoornaert.  
Rodolphe Hoornaert était le fils cadet de l’avocat courtraisien aisé Jules Hoornaert et de Maria Soenens, originaire de Bruges. Jules Hoornaert était le fils aîné du vétérinaire waregemois Vital Hoornaert, qui était venu s’installer à Courtrai en 1848, et avait pour frère le futur prêtre et écrivain Hector Hoornaert. La famille Hoornaert appartenait de toute évidence à la bourgeoisie catholique fortunée et portait haut les valeurs chrétiennes traditionnelles. Deux des oncles de Rodolphe étaient prêtre, et sa mère Maria Soenens était un parangon de la femme catholique pieuse, mettant sa vie et sa famille au service de la foi. Les parents de Rodolphe, tous deux issus de milieux aisés, entretenaient une petite domesticité comptant entre 1881 et 1891 sans interruption au moins trois serviteurs. De l’inventaire de succession de Jules Hoornaert il appert qu’il possédait, conjointement avec son épouse, quatre maisons, deux fermes avec prés, bois et vergers riverains, et trois obligations hypothécaires. L’oncle Joseph Soenens possédait en plus deux maisons et un certain nombre de fermes.

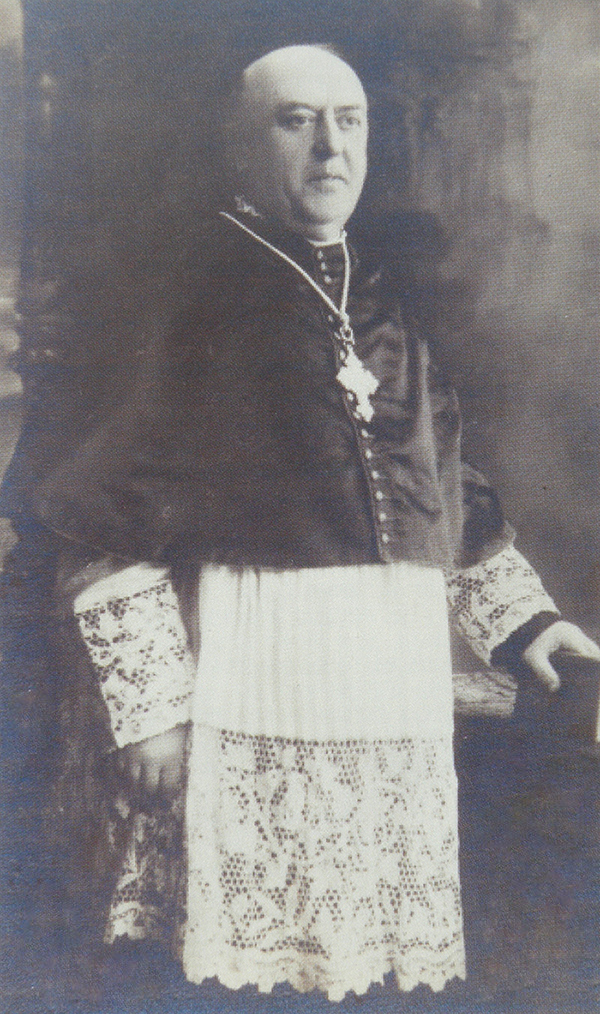
L'oncle Hector Hoornaert, avant-dernier recteur du béguinage de Bruges et auteur, eut une grande influence sur le développement intellectuel de son neveu.

Le père mourut peu avant la quarantaine, laissant son épouse seule avec trois jeunes enfants, mais avec suffisamment de moyens que pour vivre de ses rentes. Elle fut assistée cependant par son frère Joseph Soenens et son beau-frère Hector Hoornaert, tous deux prêtre, qui auront une importante influence sur leur jeune neveu ; l’un comme l’autre avaient été sous-secrétaire de l’évêché de Bruges, avaient travaillé dans l’enseignement scolaire, et seront élevés plus tard à la dignité de chanoine d'honneur,. Hector Hoornaert fut de 1874 à 1894 professeur en avant-dernière année au collège Saint-Louis de Bruges, et à ses heures perdues composait des poèmes et des pièces de théâtre, qu’il montait ensuite lui-même et faisait jouer par ses élèves. Quant à Joseph Soenens, lui aussi enseignant en avant-dernière année du secondaire, mais au petit séminaire de Roulers, s’était très tôt passionné pour le chant grégorien et voua une grande partie de vie à la musique religieuse, publiant plusieurs opuscules sur le sujet ; c’est aussi en raison de ses connaissances dans ce domaine qu’il fut nommé en 1880 responsable des cours de chant grégorien dans son séminaire. Chez Rodolphe également, à l’instar de son oncle, se manifestera bientôt un intérêt pour le chant grégorien, parallèlement à son penchant pour la langue et la littérature et à son don de l’écriture. Du reste, il s’acquittait de ses devoirs religieux avec ferveur. La mère avait coutume de désigner son fils cadet par « le petit philosophe ». Rodolphe gardera toute sa vie de bons rapports avec sa mère, y compris pendant ses études et tout au long de son absorbante carrière.
En 1894, son oncle Hector fut nommé recteur de la fondation Saint-André-des-Flamands à Madrid, ce qui l’amènera à séjourner six années dans la capitale espagnole, années pendant lesquelles Maria Soenens et ses enfants ne purent communiquer avec lui que par correspondance. À Madrid, Hector Hoornaert développa un intérêt pour la langue et la culture espagnoles, et plus particulièrement pour la littérature mystique de ce pays, intérêt qui passa bientôt à son neveu Rodolphe, qui ressentait pour son oncle une profonde affection et une grande admiration.
Rodolphe Hoornaert suivit l’enseignement primaire à l’institut Saint-Louis de Courtrai, établissement créé en 1867 par les frères des Écoles chrétiennes en vertu d’une convention avec le diocèse de Bruges et destiné à préparer les élèves aux études secondaires au collège Saint-Amand, vers lequel se dirigeaient donc la plupart de ces élèves, dont également Rodolphe Hoornaert. Il y fut inscrit en 1899, à une époque où la question linguistique et la lutte contre le flamingantisme dans les écoles catholiques étaient des sujets brûlants. En effet, une loi adoptée en 1883 par le gouvernement libéral faisait obligation à toutes les écoles de l’enseignement officiel de dispenser en néerlandais les cours de langue néerlandaise, anglaise et allemande, et à partir de 1886, deux autres matières encore devaient être enseignées en néerlandais. L’objectif de la loi était à l’époque davantage la bilinguisation, plutôt qu’une flamandisation intégrale, de l’enseignement scolaire en Flandre. L’enseignement libre (c’est-à-dire catholique) ne voulut pas être en reste et appliqua pareillement la loi, dont la mise en œuvre cependant variait d’une école à l’autre, selon les disponibilités de personnel enseignant compétent. Au collège Saint-Amand, la plupart des cours continuèrent à être donnés en français, et la direction s’employait à contrecarrer le flamingantisme. Si l’on ne sait quelle était à cette époque l’opinion de Rodolphe Hoornaert sur la question, il aura en revanche une opinion bien arrêtée quelques années plus tard. Du reste, le collège passait pour un établissement d’élite et de haute qualité, et était parfois par dérision affublé du surnom de « collège des ducs ».
Les résultats scolaires de Rodolphe laissent entrevoir vers quelles matières allait sa préférence : il se classa deuxième en français et en lecture et élocution, et obtint de bons résultats en doctrine chrétienne et en histoire ; les mathématiques et le dessin par contre n’étaient visiblement pas son fort.

#### Adolescence à Bruges
L’oncle Hector, revenu en Belgique en 1900, fut nommé cette même année par l’évêque Gustave Waffelaert curé du béguinage de Bruges. Un an plus tard, en février 1901, après que Rodolphe eut achevé avec fruit sa première année d’études au collège Saint-Amand, la famille Hoornaert, motivée sans doute par le désir de Maria Soenens de vivre plus près de sa famille, emménagea dans la maison parentale brugeoise des Soenens, rue des Chevaliers (Ridderstraat), où vivait l’oncle prêtre Joseph.
Bruges, peu industrialisé jusqu’à une date récente, avait petit à petit refait son retard à partir du milieu du XIXe siècle, grâce à l’aménagement d’infrastructures de communication et à l’émergence de quelques petites entreprises familiales et artisanales. Par la faible envergure de ces entreprises et l’absence d’un prolétariat industriel, le mouvement ouvrier ne réussit que lentement à y prendre corps ; la ville fut donc momentanément épargnée par les grèves, le socialisme peinant à y prendre pied. Dans la municipalité brugeoise, le pouvoir politique restera pendant longtemps aux mains des catholiques.
À Bruges, Rodolphe Hoornaert poursuivit ses études secondaires au collège Saint-Louis, s’inscrivant ainsi dans la tradition familiale, puisque l’oncle Joseph l’avait fréquenté et que l’oncle Hector y avait longtemps enseigné. Le collège passait pour une école d’élite, non seulement par l’origine sociale de ses élèves, mais aussi par la qualité de l’enseignement dispensé et par la carrière ultérieure remarquable de quelques-uns de ses anciens élèves. Beaucoup des enseignants dont Rodolphe Hoornaert suivit les cours étaient des défenseurs de la culture et de la littérature flamandes ; c’est au sein du collège que fut fondé en 1890, de concert avec le prêtre-poète Guido Gezelle, la revue flamande De Biekorf (littér. La Ruche). 
Les résultats scolaires de Rodolphe confirmèrent ses prédispositions antérieures, l’élève se classant très bien en langues et ne réussissant que fort médiocrement en sciences. Il acheva ses études secondaires au collège en août 1905.
Rodolphe Hoornaert appartenait donc à l’élite francophone et avait, de par ses origines familiales, de bonnes relations avec la classe dirigeante catholique de Bruges. Il était aussi le neveu de Joseph Dautricourt, depuis de longues années membre du conseil municipal et membre de la Commission de l’assistance publique. Hoornaert publiait régulièrement dans La Flandre maritime, qui était depuis 1928 l’organe d’un groupe conservateur catholique dissident. Pendant la Première Guerre mondiale, il avait su attirer le Cercle Élisabeth dans le béguinage de Bruges, cercle dont Hoornaert créa l’harmonie en 1916, dans le but de soustraire les collégiens à l’influence des activistes.

### Vocation sacerdotale et prêtrise
Les collèges épiscopaux étaient alors la meilleure pépinière de vocations religieuses, et Rodolphe Hoornaert aurait ressenti une vocation sacerdotale à l’âge de quatorze ans. À l’issue de ses études au collège Saint-Louis de Bruges, il s’inscrivit en 1905 au petit séminaire de Roulers, où enseignait son oncle Joseph Soenens, pour y suivre le cursus de philosophie de deux ans, préparatoire à la subséquente formation de prêtre de trois années au grand séminaire de Bruges — décision qui d’ailleurs répondait au vœu de sa mère de voir l’un de ses enfants embrasser l’état de prêtre ou de religieuse. Il eut pour condisciple (et principal rival pour les meilleures places) Adolphe Quaegebeur, lui aussi futur chanoine d'honneur, qui deviendra prélat personnel du pape en 1953, et qui au séminaire remportait tous les premiers prix.
Il entama sa formation de prêtre au grand séminaire de Bruges à partir de 1907. Dès cet instant, un certain tassement du nombre des ordinations était déjà perceptible, et cette tendance devait se poursuivre dans les décennies suivantes, abstraction faite d’un court regain au lendemain de la Première Guerre mondiale. Un nombre substantiel de candidats se ravisait pendant la formation et optait pour une vie laïque. C’étaient là les premiers signes d’une future pénurie de vocations religieuses, problème auquel Hoornaert aura à faire face durant son sacerdoce.
Pendant ses années au séminaire, Rodolphe Hoornaert fut mis en contact avec le chanoine Camille Callewaert, professeur de droit canonique, sous la direction de qui avait été fondé à Bruges en 1907 le Cercle liturgique. Président des Semaines liturgiques, qui avaient lieu régulièrement à l’abbaye du Mont-César à Louvain, Callewaert exerça probablement une influence sur le jeune Hoornaert, qui devait plus tard s’engager à son tour dans le Mouvement liturgique. Parmi ses professeurs au séminaire, où les enseignements étaient alors dispensés en français et en latin, sont à signaler encore Achiel Camerlynck, Jérôme Mahieu (professeur de théologie morale et d’éloquence ecclésiastique, et essayiste), et Alphonse De Meester. Rodolphe Hoornaert fut ordonné diacre (dernière petite ordination avant la prêtrise) en mai 1910, puis prêtre en décembre de la même année par l’évêque Gustave Waffelaert, en l’église Sainte-Walburge de Bruges. C’est Hoornaert lui-même qui, pour cette dernière cérémonie, choisit les textes ; en souvenir de cette journée, il fit imprimer au revers d’une photo du pape Pie X, à qui il vouait une grande admiration, un ensemble de citations religieuses de grands prélats de l’époque. L’ordination fut suivie d’une grande fête de famille.

### Sous-secrétaire de l’évêché
Emboitant le pas à ses deux oncles, Rodolphe Hoornaert fut nommé (à l’encontre de son désir initial d’un apostolat paroissial actif) sous-secrétaire auprès de Mgr. Waffelaert, ce dont il s’accommoda fort bien ensuite, vu les perspectives offertes par cette fonction, en particulier la possibilité de valoriser ses talents d’écriture, dans l’atmosphère d’érudition qui entourait l’évêque.
Son objet d’étude de prédilection était la littérature mystique médiévale flamande. Il publia plusieurs essais, collabora à divers périodiques et cofonda la revue Het geestelijk leven (littér. La Vie spirituelle), où il fit reproduire les œuvres de grands mystiques. Waffelaert lui-même, et aussi son secrétaire Jérôme Mahieu, étaient intéressés par le mysticisme, et à leur instigation Hoornaert se plongea dans la littérature mystique espagnole. Il traduisit, sur les instances de l’évêque, de néerlandais en français deux des ouvrages de celui-ci sur le mysticisme, ainsi qu’un ouvrage de Jérôme Mahieu. Par ailleurs, il fit également paraître quelques poésies.
Hoornaert subit l’influence de son évêque, ainsi qu’il ressort de ses prises de position sur différentes questions sociales, lesquelles prises de position s’accordaient tout à fait avec celles de l’évêque, mais aussi du cardinal Mercier. Concernant la question linguistique belge en particulier, et de la néerlandisation de l’enseignement, il estimait inopportun de substituer le néerlandais au français comme langue d’enseignement, au motif que si l’on privait les classes populaires de l’apprentissage du français, on risquerait de les aliéner des classes dirigeantes ; le français étant l’évidente langue de communication scientifique et économique en Belgique, sa maîtrise lui apparaissait donc essentielle et nécessaire à l’émancipation du peuple flamand. 
De façon générale, Waffelaert était conservateur en matière politique et sociale. Il ne voulut rien entendre de la démocratie chrétienne, qui selon lui mettait en péril l’unité du parti catholique, et pensait (nonobstant l’encyclique Rerum novarum) que le problème ouvrier pouvait se résoudre par des initiatives caritatives et paternalistes, encore qu’il changeât sa vision des choses après la Première Guerre mondiale. L’on ne sait quelles étaient les convictions de Rodolphe Hoornaert lui-même, étant donné qu’il ne s’en est jamais ouvert dans ses écrits ; probablement ses opinions à ce sujet rejoignaient-elles celles de Waffelaert et de Mercier. Dans son livre Pour la patrie, Hoornaert associe patriotisme et catholicisme, et laisse entendre que les griefs sociaux et les frustrations flamandes doivent s’effacer derrière le sentiment d’unité nationale de la population belge.

### Études à Louvain
Alors qu’il exerçait ses fonctions de sous-secrétaire de Waffelaert, Rodolphe Hoornaert s’inscrivit en candidature à la faculté de philosophie et lettres à l’université catholique de Louvain. Il obtint sa licence avec grande distinction et reçut son diplôme en avril 1914. À côté du néerlandais et du français, il s’exprimait couramment en allemand et en espagnol, et connaissait assez bien l’anglais et l’italien.
À Louvain, Hoornaert avait suivi les cours de quelques professeurs illustres, notamment de Victor Brants, qui enseignait la matière histoire politique moderne et qui était l’un des cofondateurs de la Société belge d’économie sociale ; nombre d’intellectuels catholiques étaient influencés par les idées socio-économiques de cette association. Il eut cours également de Lodewijk Scharpé (germaniste, écrivain, flamingant, collaborateur des revues Het Belfort et De Biekorf), et de Pieter-Jozef Sencie, lui aussi défenseur de la langue flamande.
S’adonnant à l’activité littéraire pendant ses heures creuses, Hoornaert devint membre du Cercle de littérature française. Parallèlement, il était membre de Met Tijd en Vlijt, société estudiantine culturelle et littéraire, de tendance flamingante modérée, dans le comité de direction duquel siégeait Pieter-Jozef Sencie. Pendant ses années d’étudiant, Hoornaert se risqua à composer quelques poèmes.
L’on ne sait pas exactement ce que Hoornaert fit pendant les années de guerre, mais il est probable qu’il se retira à Bruges pour y traduire en français des travaux de Mahieu et de Waffelaert. Après l’armistice, il commença de préparer sa thèse de doctorat en philologie romane. Il fit choix de l’espagnol, sans doute sous l’influence de son oncle Hector et de ses écrits. Quant au choix du sujet — une mystique espagnole, sainte Thérèse d'Avila —, il en était redevable, outre à son oncle, également à son évêque. Ses recherches l’amenèrent à visiter l’Espagne, où il se sentit rapidement à l’aise, grâce aux contacts qu’y avait établis son oncle. Le fruit de ses recherches fut sa thèse de doctorat, Sainte Térèse écrivain, qu’il soutint en octobre 1922 et qui lui permit d’obtenir son doctorat avec la plus grande distinction. Sa thèse fut publiée cette même année et lui valut encore le prix Auguste Beernaert, décerné par l’Académie royale des sciences, des lettres et des beaux-arts de Belgique.

### Recteur du béguinage de Bruges
En 1922, à la mort de son oncle Hector, Rodolphe Hoornaert lui succéda au poste de recteur du béguinage de Bruges. Cette nomination émana de Waffelaert, qui en fit part à la Commission des hospices publics, dont le béguinage était alors la propriété. La raison pour laquelle l’évêque avait songé à Hoornaert pour ce poste était de donner à celui-ci tout le loisir de déployer ses talents littéraires, dont Waffelaert n’ignorait pas l’existence, et ce dans une atmosphère tranquille et isolée.

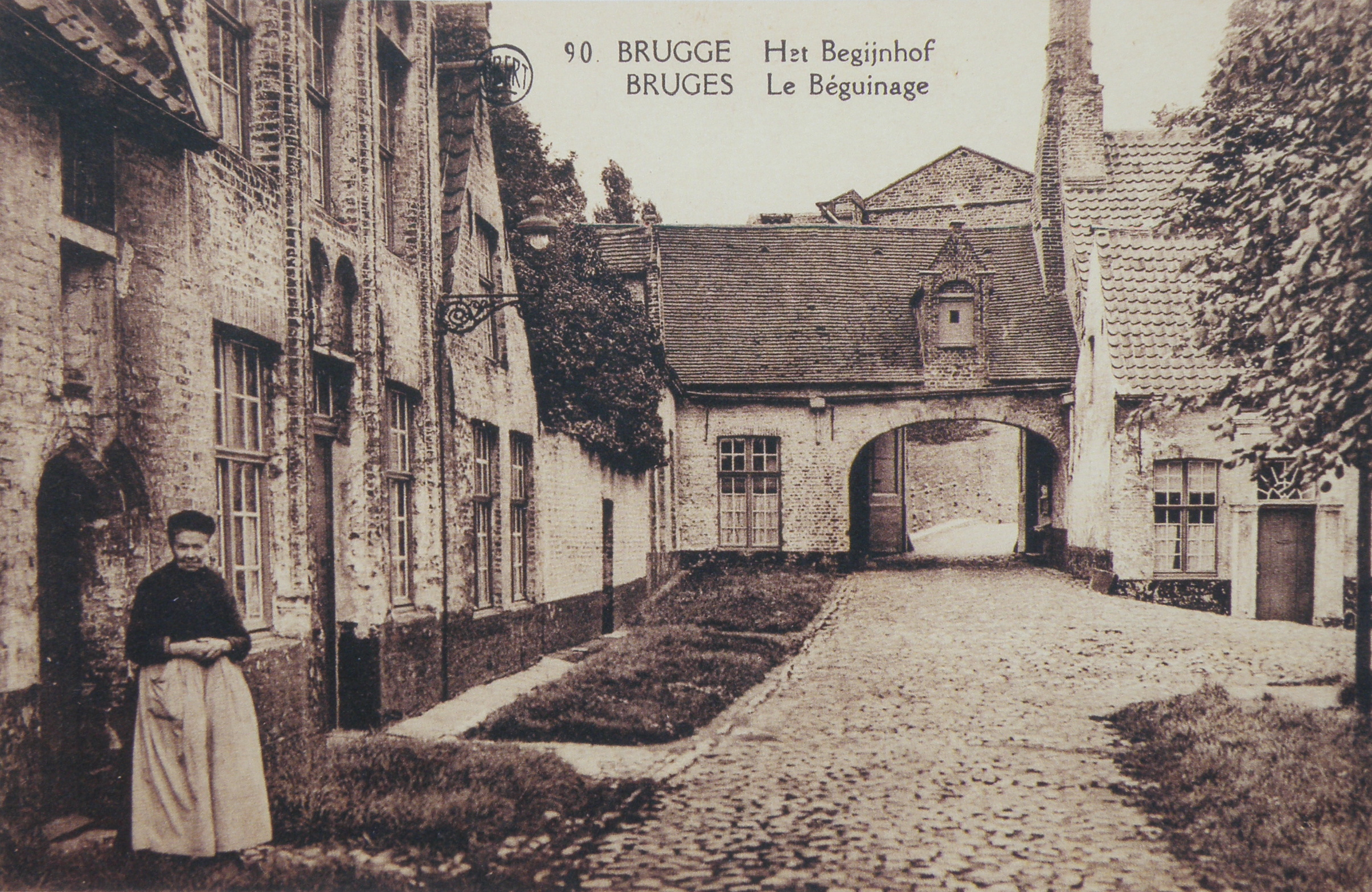
Vue de l'enclos central du béguinage de Bruges vers 1910. On aperçoit au fond à droite la maison béguinale n°1 (aujourd'hui musée); au centre, le portail d’entrée (où on distingue sous l'arcade le pont d'entrée avec son parapet en fer forgé), et à gauche la maison béguinale n°4 (depuis lors aménagé en Centre d’études et d’action liturgiques, sigle CEAL).

Comme nombre d’autres béguinages, celui de Bruges était à l’agonie ; les maisons de béguines se trouvaient au dernier stade du délabrement, le terre-plein central était planté d’ormes à l’article de la mort, et il n’y vivait plus que cinq béguines, toutes malades ou très âgées. De surcroît, le béguinage avait aussi cessé d’être un îlot de paix et de quiétude, les femmes du quartier venant en effet s’y livrer en été à des travaux d’aiguille pendant que leurs s’enfants s’ébattaient dans l’herbe, et il n’y avait plus guère de trace de l’idéal béguinal de prière, de travail et d’ascèse. Des projets de toute sorte étaient en gestation à la municipalité, prévoyant de donner au site une nouvelle destination, notamment de l’intégrer à l’hôpital Saint-Jean proche, d’y établir une école d’infirmières ou de le convertir en hospice pour vieillards.
Pour Hoornaert, la clef du problème résidait dans la régression spirituelle, coresponsable selon lui de la régression matérielle dans le béguinage. C’était donc en tout premier lieu d’une réforme spirituelle que le béguinage avait besoin. Ses conceptions en la matière, qu’il couchera plus tard sur le papier en vue de la fondation des Filles de l’Église, comportaient au premier chef la réintroduction du bréviaire et la mutation des anciennes œuvres de charité béguinales vers un apostolat liturgique. Une existence imprégnée de sacrifice de soi (oblation), de détachement et d’indigence lui paraissait essentielle ; son idée de la rénovation religieuse gardera toujours pour lui une forte empreinte ascétique, n’excluant pas les mortifications. 
Rodolphe Hoornaert se proposa bientôt de sauver le béguinage. Tout d’abord, le grand public devait être mis au courant du piteux état du lieu. Armé de ses talents d’orateur et de ses aptitudes littéraires, il s’employa à convaincre le plus grand nombre possible de ses concitoyens que le béguinage devait être sauvé. Sa première tentative en ce sens fut son ouvrage les Béguines de Bruges : leur histoire, leur règle, leur vie, de 1924, par lequel il escomptait, au moyen d’un exposé de l’histoire, des buts et de la nature du béguinage, inciter de jeunes femmes à adopter l’état de béguine. De même, il publia plusieurs articles, toujours dans le même but : attirer de nouvelles impétrantes en signalant l’importance historique, culturelle et religieuse du béguinage brugeois, et en soulignant la singularité des béguines, qui n’étaient pas des religieuses cloîtrées, mais des femmes indépendantes dans un cadre original. Par ailleurs, il s’adressa aux artistes et aux personnalités politiques pour essayer d’obtenir leur appui à sa cause. Il s’appliqua à toujours réfuter  les critiques dans la presse et à dissiper les malentendus. 

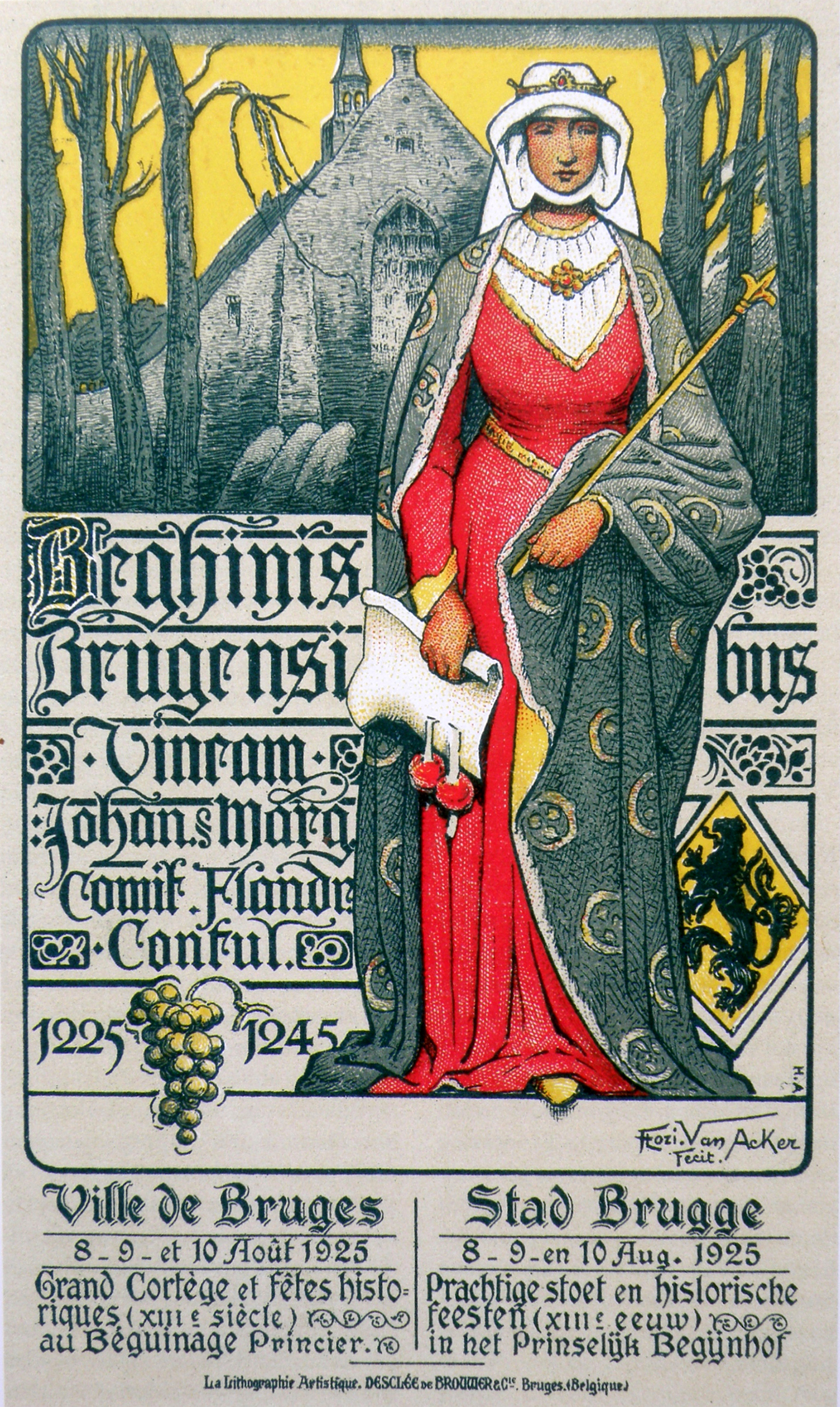
Affiche annonçant les festivités du 7e centenaire du béguinage, opération promotionnelle conçue par Hoornaert en 1925.

Hoornaert eut d’emblée le soutien de l’évêque et des béguines restantes. En particulier, la grande-maîtresse, Geneviève de Limon Triest, consentit à ce que Hoornaert remît en honneur la règle béguinale traditionnelle tombée en désuétude.  
D’autre part, il s’appliqua à trouver des appuis et des moyens financiers. Ainsi organisa-t-il en août 1925 de somptueuses festivités à l’occasion du septième centenaire de la fondation du béguinage (mais en commettant une erreur de date), dont le but était de collecter des fonds et d’attirer des mécènes disposés à aider à restaurer le béguinage. Toutes les notabilités (souvent francophones) de Bruges et des environs avaient été invités, et la reine Élisabeth, la princesse Marie-José et le cardinal Mercier assistèrent à l’événement. L’apothéose de la célébration était l’évocation de l’entrée de la comtesse Marguerite de Constantinople dans le béguinage en 1245.
À la faveur de cette fête fut mise sur pied l’association Les Amis du béguinage, qui se composait d’éminentes et influentes personnalités et s’était donné pour objectif de préserver le caractère religieux et les qualités esthétiques du site, notamment en collectant les fonds pour les indispensables travaux de réfection. Le membre le plus en vue était le député socialiste et futur Premier ministre Achille Van Acker. Cependant, des critiques se firent également jour dans la presse ou ailleurs, en particulier sous la forme d’un libelle de onze pages imputable sans doute au publiciste flamingant Michiel English (nl), connu pour sa rubrique Dagklapper dans le bulletin paroissial de Bruges, et où les festivités étaient dépeintes comme une exploitation abusive d’un site religieux à des fins de collecte d’argent et de mise en vitrine, dans un cadre historique, de dames nubiles de l’aristocratie francophone. De plus, l’assainissement du béguinage, en particulier quand cela entraîna le déménagement forcé de résidants laïcs âgés, déclencha de vives réactions ; ainsi p. ex., le recteur fut accusé d’avoir expulsé une vieille dame hors de la maisonnette qu’elle occupait au béguinage.
Toutefois, les résultats obtenus quant aux nouvelles vocations n’étaient pas à la hauteur des efforts fournis par Hoornaert. Malgré son intense campagne de promotion, seules quatre nouvelles béguines avaient pris le voile béguinal depuis sa nomination en 1922. Hoornaert commença à s’aviser de l’inanité de ses tentatives de renouveau du béguinage et du trop faible nombre de jeunes femmes se sentant encore attirées par la vie béguinale. Un revirement radical lui parut alors nécessaire.

### Fondation desFilles de l’Église
Rodolphe Hoornaert voulait coûte que coûte préserver le caractère religieux du béguinage. La nécessité de fonder une communauté religieuse nouvelle s’imposa progressivement à lui comme solution de rechange. En effet, à l’opposé du déclin et de la décrépitude des béguinages, l’on assistait dans la 2de moitié du XIXe siècle et dans la première moitié du XXe siècle à une renaissance des communautés monastiques et conventuelles, et nombre de nouvelles communautés voyaient le jour. Aux congrégations actives du XIXe siècle s’ajoutèrent celles contemplatives à partir du XXe siècle. Plus particulièrement, les communautés bénédictines et trappistes connaissaient alors un regain de vitalité. 
Ses relations avec l’abbaye Saint-André de Zevenkerken-lez-Bruges fut à Hoornaert, pour son dessein, d’un grand secours. Les abbayes bénédictines avaient été les co-inspiratrices du Mouvement liturgique, dans lequel l’abbaye louvaniste de Mont-César joua un rôle de pionnier. Dom Lambert Beauduin, moine de Mont-César, estimait que les bénédictins avaient pour devoir d’approfondir l’histoire, les sources et l’origine de la liturgie, et voulait étroitement impliquer tous les croyants dans la pratique liturgique, laquelle devait se démocratiser et cesser d’être le privilège exclusif d’une élite initiée. Sous l’impulsion du Mouvement liturgique et du renouveau bénédictin, l’art liturgique (ou art sacré), appelé à remplir une fonction liturgique spécifique, connut une nouvelle floraison. Ainsi les bénédictins entreprirent-ils de réformer, sur la foi de recherches historiques et musicologiques, la musique d’église et le chant grégorien. 

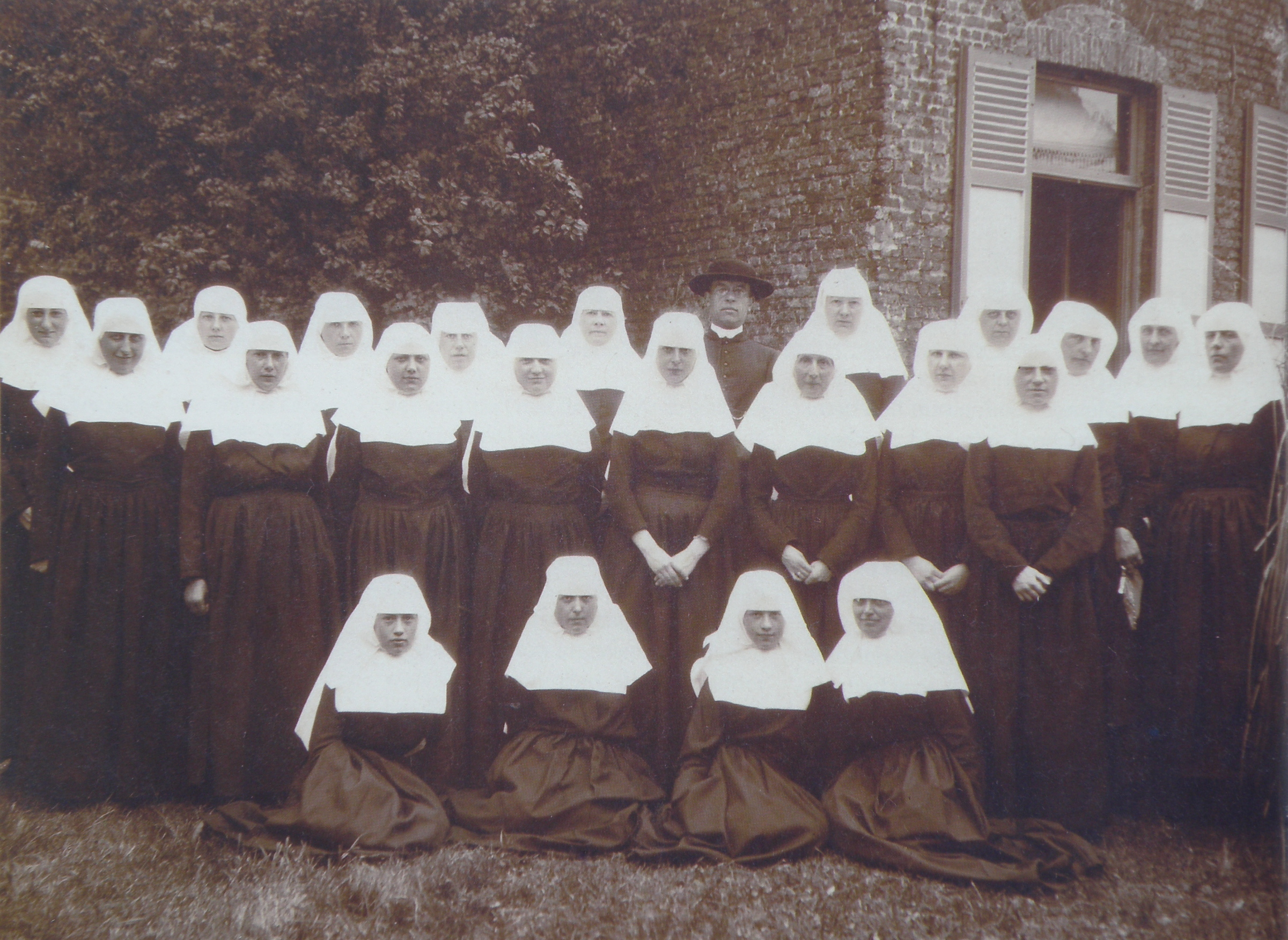
Rodolphe Hoornaert entouré de ses Filles de l’Église (vers 1930).

C’est dans ce contexte de renouveau liturgique que Hoornaert devint en 1921 oblat de saint Benoît à l’abbaye Saint-André, ce qui lui permit d’entretenir de fréquents contacts avec ladite abbaye, en particulier avec deux de ses abbés, dom Gérard van Caloen et dom Gaspar Lefebvre, qui contribueront à rendre possible la création d’un nouveau couvent dans le béguinage de Bruges. Le dernier cité avait, lors d’un séjour dans le Midi de la France, réuni à ses côtés une dizaine de jeunes religieuses, qui s’étaient constituées en communauté sous la dénomination de Filles de Saint-Benoît et entendaient combiner vie monastique et travail pastoral dans les paroisses. Lefebvre les avait installées dans une maison à Nîmes, cependant, en dépit de ses efforts, et faute de soutien financier de la part de son abbaye, la communauté ne parvint pas à prospérer. Lefebvre et Hoornaert, confrontés tous deux au même problème, eurent alors l’idée de fusionner leurs communautés religieuses respectives. La difficulté à présent était de trouver une forme de vie religieuse acceptable pour les deux parties.
Des dissensions apparurent bientôt entre les deux hommes : dom Lefebvre voulait garder les externes, c’est-à-dire les religieuses s’activant en dehors de la communauté et s’engageant dans des activités missionnaires et d’apostolat dans les paroisses, et songeait à amalgamer l’idéal contemplatif des béguines à l’œuvre missionnaire des Filles de Saint-Benoît ; dans sa conception, les contemplatives et les futures missionnaires cohabiteraient et recevraient la même formation, après quoi les Filles de Saint-Benoît s’en iraient en mission dans les paroisses. Hoornaert et dom Théodore Nève par contre trouvaient que Lefebvre allait trop vite en besogne et insistaient sur la nécessité d’établir avant toute chose une maison centrale. Un compromis fut finalement trouvé, où dom Lefebvre consentait à renoncer à sa maison d’externes et à ce que les deux communautés fusionnent totalement et vivent ensemble dans un même lieu, à quoi l’évêque Waffelaert donna son assentiment.
Les premières sœurs arrivèrent de Nîmes à Bruges en juillet 1927. La constitution officielle de la nouvelle congrégation, qui compta au début seize religieuses, eut lieu le 4 août 1927, en présence de Waffelaert ; les sœurs adoptèrent à l’unanimité la règle de saint Benoît, acceptèrent comme dénomination celle proposée par Hoornaert, à savoir Filles de l’Église, et élurent Geneviève de Simon Triest pour leur première prieure. Elles prononcèrent les vœux d’obéissance et de chasteté, et, à titre volontaire, le vœu de pauvreté. Afin d’affirmer la continuité avec le passé béguinal, les Filles de l’Église portaient l’habit des béguines, de couleur noire, avec une coiffe blanche.
Les nouvelles vocations ne tardèrent pas à se manifester, et si entre 1922 et 1930 neuf nouvelles religieuses avaient pris le voile, ce nombre tripla entre 1931 et 1950. L’âge des religieuses, qui étaient souvent issues de milieux bourgeois ou aristocratiques et venaient de tous les coins d’Europe, variait entre 20 et 47 ans. Après la Deuxième Guerre mondiale, les sœurs laïques disparurent peu à peu et seules des novices solidement formées feront encore leur entrée dans le monastère. Pour son recrutement à l’international, Hoornaert pouvait s’appuyer sur le vaste réseau des bénédictins. La première constitution de la nouvelle congrégation fut approuvée par l’évêque Waffelaert.

#### Dissensions
Le désaccord persistait entre Hoornaert et dom Lefebvre quant à la vision d’avenir de la congrégation. Hoornaert, influencé par le mysticisme, attachait un grand prix à l’aspect contemplatif ; dom Gaspar en revanche avait eu principalement en vue pour ses Filles de Saint-Benoît l’apostolat liturgique et entendait poursuivre ce travail avec les Filles de l’Église. Hoornaert estimait que l’apostolat eût à découler corollairement de la vie contemplative, et non la précéder ; action et contemplation devaient aller de pair, et les sœurs devaient en premier lieu mener une vie monastique stable, avant qu’on pût songer à les envoyer en mission au dehors. La querelle s’exacerba suffisamment pour que dom Gaspar, qui se plaignait de l’autoritarisme de Hoornaert, demanda en juin 1929 de pouvoir se retirer de la fondation — « ce n’est plus mon œuvre », déplora-t-il.
Les Filles de Saint-Benoît elles-mêmes, venues à Bruges avec l’intention d’effectuer des tâches apostoliques tout en devenant de véritables bénédictines, furent déçues de la manière dont leur nouvelle communauté avait été ordonnée. Des onze sœurs qui avaient initialement déménagé de Nîmes à Bruges, seules deux resteront en fin de compte auprès des Filles de l’Église. Néanmoins, malgré la rupture entre dom Lefebvre et Hoornaert, des contacts étroits furent maintenus dans la suite entre les Filles de l’Église et l’abbaye Saint-André. Ainsi, la revue du béguinage de la Vigne, intitulé Les Cahiers de la Vigne, paraissait comme supplément au Bulletin paroissial liturgique publié par l’abbaye (mais à partir de 1945, les Filles de l’Église publieront leur propre périodique). Cependant c’est surtout sur le plan financier que la nouvelle communauté était tributaire de l’abbaye, et Hoornaert eut à négocier longtemps pour obtenir un arrangement satisfaisant.
D’autre part, les Filles de l’Église durent essuyer quelques critiques de la part des milieux flamingants, irrités par le caractère francophone et élitaire de la congrégation ; en réaction, Hoornaert encourageait les Filles de l’Église à parler le plus possible le néerlandais. En outre, la population brugeoise craignait que ne fût créé au béguinage un couvent cloîtré, interdit d’entrée pour la population et les touristes — là aussi, Hoornaert s’empressa de dissiper le malentendu. Au fil du temps, les critiques firent place à une prudente admiration, y compris chez le fougueux Michiel English (nl).

### Vie conventuelle et démarches en vue de la reconnaissance canonique
Dans les décennies 1930 et 1940, la congrégation poursuivit sa croissance, et admit en son sein pas moins de 30 nouvelles religieuses. Son attrait à l’étranger ne faiblissait pas.
Hoornaert insistait sur la dimension contemplative de l’oraison et de la vie apostolique ; dans le couvent, cette dimension contemplative modelait tout un mode de vie que Hoornaert voulait fondé sur la spiritualité originelle des béguines. La contemplation doit ici être comprise comme une forme supérieure de méditation et de dévotion à la Sainte Trinité. Par le grand cas qu’il faisait de la prière et de l’apostolat liturgiques, et par ses efforts à les structurer fortement, il fait figure de représentant typique de la religiosité de fin XIXe et début XXe. La dévotion à Dieu et sa perpétuelle glorification devaient s’assortir selon lui d’un amour inconditionnel pour l’Église — dévotion à Dieu et amour de l’Église étaient les impératifs ultimes dont il s’efforçait d’imprégner ses religieuses. Le fil conducteur de sa rénovation spirituelle était l’appel aux Filles de l’Église de chanter et d’annoncer avec ferveur la gloire de Dieu par la voie du bréviaire et de l’apostolat liturgique.
La fondation des Filles de l’Église s’accompagna de quelques innovations sur le plan de la prière quotidienne. La nouvelle congrégation se conformait au bréviaire usuel de toutes les communautés bénédictines, selon un rigoureux schéma diurne. Cependant, pour honorer la tradition du béguinage de Bruges, Hoornaert donna la préférence à l’office romain, plutôt qu’à l’office bénédictin traditionnel. Dans le bréviaire vocal, il introduisit en outre la prière contemplative individuelle, qu’il associa à la dévotion à la Sainte Trinité ; lors des trois moments d’oraison personnelle, les sœurs se vouaient pendant une demi-heure respectivement au Père, au Fils et au Saint-Esprit. À l’issue de l’oraison matutinale adressée au Père, les sœurs célébraient l’eucharistie conventuelle, laquelle était, à l’instigation de Hoornaert, chantée en grégorien.

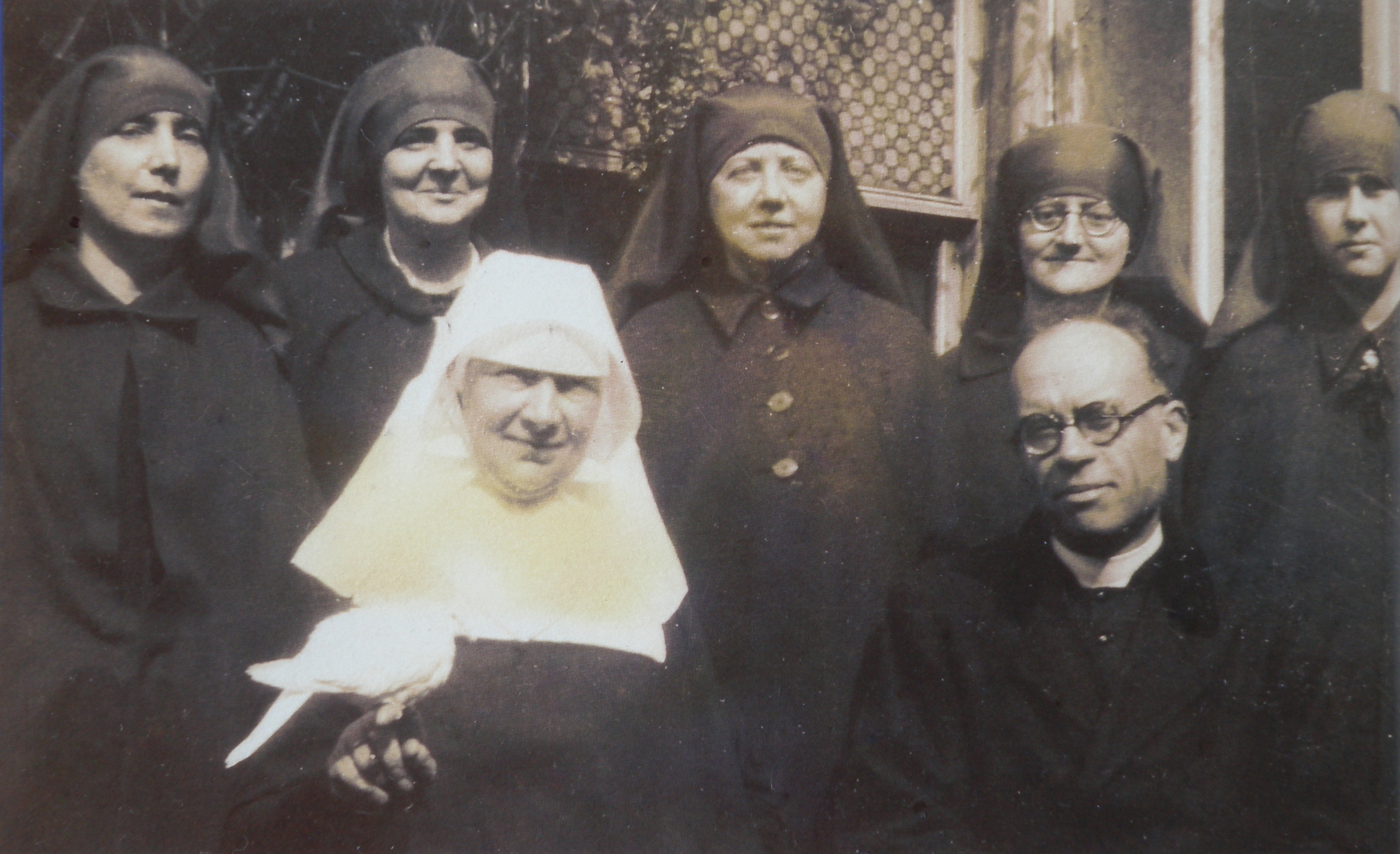
Rodolphe Hoornaert (en bas à droite) en compagnie de Geneviève de Limon Triest (en bas à gauche, avec la colombe) et de quelques addictes, 1931.

Les repas de midi et du soir étaient suivis d’une récréation de trois quarts d’heure à une heure, vouée à la détente, mais aussi élément essentiel de la vie communautaire, et moment par excellence où se faisaient des communications importantes. 
Quotidiennement, du temps était aménagé au travail. Chaque année au début de l’Avent, la prieure, en concertation avec son conseil, assignait à chacune des religieuses telle ou telle tâche. Une fonction importante était celle de la maîtresse de chœur, qui devait veiller à ce que l’eucharistie et les offices se déroulent correctement. D’autres fonctions notables étaient celles de maîtresse des novices ou des addictes, de tourière, de bibliothécaire etc. Les dimanches et fêtes religieuses, le travail cédait la place à la lecture et l’étude. Avant les vêpres, l’on se consacrait à l’étude des Saintes Écritures, la lectio divina, pendant laquelle, une fois par semaine, Hoornaert ou un orateur invité donnait une conférence sur un thème spirituel.
Interdiction stricte était faite aux Filles de l’Église de quitter l’enclos sans raison valable et sans l’autorisation expresse de la prieure, et les religieuses étaient en tout état de cause tenues d’être rentrées avant la fermeture des portes. Une absence prolongée pouvait se justifier par une mission d’apostolat, une mission d’étude, ou des circonstances familiales impérieuses. Les sœurs devaient se confesser au moins une fois par semaine auprès d’un confesseur ordinaire et en sus, pour garantir la liberté de conscience, quatre fois par an auprès d’un confesseur extraordinaire. La pénitence à l’issue de la confession, et les périodes de jeûne étaient des éléments constitutifs de la vie dans la Vigne. Également d’importance était l’obligation de silence, auquel on ne pouvait se soustraire que pendant les récréations, les retraites et les moments de recueillement. Un silence strict était observé entre l’angelus et l’eucharistie le lendemain.
Rodolphe Hoornaert se vit conférer le titre de chanoine d'honneur par l’évêque Henricus Lamiroy. Une demande de reconnaissance canonique de la congrégation fut introduite par le même Lamiroy, mais fut refusée par Rome, au motif entre autres que la désignation de « fille de l’Église » valait d’office pour toute femme chrétienne. Lorsque Hoornaert eut fait observer que le nom était déjà utilisé par un couvent à Gênes, la réticence tomba, mais il fallut attendre encore jusqu’à 1948 pour obtenir le nihil obstat du Vatican, de sorte que la communauté ne put être enfin fondée canoniquement qu’en février 1949.
L’intégration des Filles de l’Église dans l’ordre de Saint-Benoît se heurta aux réserves de l’abbé-primat de l’époque, et ce non sans raison sans doute, la congrégation des Filles de l’Église, née de la fusion de deux communautés différentes et fortement attachée à la tradition béguinale, notamment pour le choix du type d’office, apparaissant en effet atypique. La Vigne ne fut incorporée finalement qu’en février 1962, à la suite de la nomination d’un nouvel abbé-primat.

#### Apostolat
La confection de vêtements religieux dans le cadre de l’apostolat liturgique n’était pas une activité inhabituelle dans les congrégations féminines aux XIXe et XXe siècles. Rappelons que Gaspar Lefebvre avait d’emblée envisagé une destination apostolique pour ses religieuses ; quant à Hoornaert, il voulait avant toute chose et préalablement donner à cet apostolat une solide assise liturgique et contemplative. Quoique Hoornaert considérât l’oraison et le travail comme deux piliers d’égale importance de la vie religieuse, le volet apostolique externe des Filles de l’Église fut lent à se mettre en train. Dans la première constitution du couvent, approuvée en 1928 par Waffelaert, il était énoncé que le but premier des Filles de l’Église était la prière, et l’apostolat le deuxième, en tant qu’il découlait du premier ; en réalité, c’était la norme dans toutes les constitutions conventuelles. 
Les Filles de l’Église pratiquèrent donc dans un premier temps l’apostolat interne, et ce ne fut qu’après avoir bénéficié d’une solide formation qu’elles purent accomplir des missions apostoliques dans les paroisses, à l’effet de quoi les statuts furent modifiés. À noter que le concept d’apostolat externe s’est ainsi substitué à celui d’œuvre caritative propre à l’ancien ordre béguinal. Après révision des statuts en 1950, le distinguo entre apostolat interne (au-dedans de l’enclos) et externe (au-dehors, désigné par le terme missions) se trouva désormais clairement formulé. Dans le cadre de l’apostolat externe, les religieuses étaient dépêchées vers les villages et communes où l’engagement religieux de la population était déclinant, pour y assister le curé, s’entretenir avec les croyants sur des questions de foi, et accompagner les parents de premiers communiants. Ce n’est qu’à partir de 1947 que des sœurs (au nombre de quatre en l’occurrence) furent envoyées au-dehors pour de longues périodes : à Burenville, dans la proche banlieue liégeoise, où elles resteront jusqu’en 1954. Sur sollicitation de l’évêque d’Amiens, Hoornaert et les Filles de l’Église fondèrent en 1960, avec l’approbation de l’évêque de Bruges, une filiale de la congrégation à Amiens, et trois sœurs s’en furent prendre leurs quartiers dans une maison amiénoise qui avait été mise à leur disposition et qui prit nom La Vigne Saint Benoît.

#### Attitude de Hoornaert vis-à-vis de ses religieuses et des autres paroissiens
Il y eut toujours entre les Filles de l’Église et leur fondateur des liens très étroits. Une fois la Vigne érigée en congrégation canonique, Hoornaert tendit à s’effacer quelque peu et se cantonna à remplir le rôle de directeur spirituel. Durant son rectorat, les religieuses bénéficièrent d’une formation approfondie, notamment grâce aux retraites et aux nombreuses conférences sur des sujets religieux, prononcées par lui-même ou par un conférencier invité. Dom Gaspar Lefèbvre, avec qui Hoornaert s’était entre-temps raccommodé, était un conférencier régulier, ses interventions se concentrant sur le thème de la règle de saint Benoît. En outre, Hoornaert avait accoutumé, de retour de ses voyages, de prononcer à l’intention des religieuses une conférence au sujet de son périple.
À ses paroissiens appartenaient également les femmes pauvres à qui la Commission de l’assistance publique avait attribué une maison dans l’enclos, ainsi que probablement quelques autres fidèles domiciliés dans les environs du béguinage et se rendant dans l’enclos pour célébrer l’eucharistie. Hoornaert s’efforçait d’être accessible, traduisant les passages latins, et, en particulier, tenant ses prêches en néerlandais, au contraire des homélies pour les sœurs, qu’il prononçait en français .

### Patrimoine architectural du béguinage
Le béguinage étant sous la tutelle de la Commission des hospices publics (ancêtre du CPAS), la congrégation devait obtenir la permission de celle-ci pour tous travaux de transformation des bâtiments. Une solution possible était le bail emphytéotique, par lequel les Filles de l’Église deviendraient les quasi-propriétaires du site, ayant tous les droits de jouissance et de disposition qui découlent de la propriété ordinaire. Un tel arrangement cependant requérait d’agir en personne morale, raison pour laquelle les habitantes du béguinage et leur curé constituèrent en 1924 une ASBL, nommée Béguinage princier de la Vigne, qui se porterait garante de la quiétude et de la vie religieuse du site, et s’engagerait à en préserver les qualités esthétiques. En 1924, un bail emphytéotique fut conclu entre Rodolphe Hoornaert et la Commission des hospices publics portant sur l’église du béguinage, 29 maisonnettes, le presbytère de la place Wijngaardplein, le terre-plein central et les voies à l’intérieur de l’enclos, sur une durée de 29 ans ; l’ASBL devait garantir le libre accès au terre-plein central, aux chemins dans le béguinage et à l’église. 

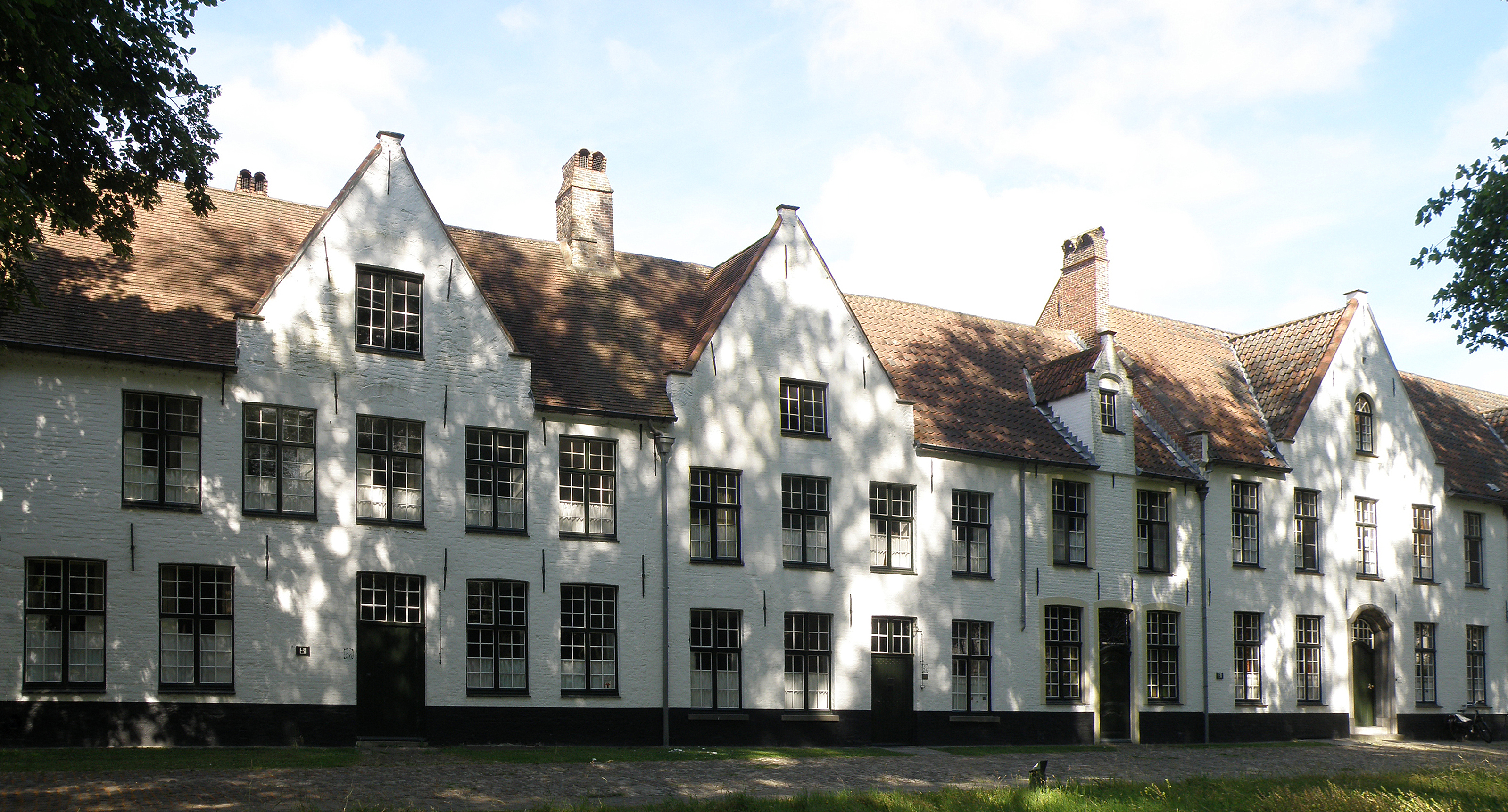
Maisons béguinales sur le côté occidental de l’enclos central, comprenant notamment la maison d’hôtes. À l’arrière de ces façades fut édifié le nouveau couvent en 1937.

L’on put dès lors engager les premiers travaux afin de réparer le bâti du béguinage et de doter les maisons d’un minimum de confort moderne. Fin 1926, le béguinage fut raccordé au réseau électrique. Parallèlement, les vieux ormes furent enlevés et remplacés le printemps suivant par de jeunes peupliers et tilleuls, qui s’y trouvent toujours (2018). Pour le reste, on ne procéda plus à d’importants travaux avant 1930. Ensuite, par le nombre croissant de religieuses, le besoin d’un véritable couvent se faisait de plus en plus pressant. L’autorisation en ce sens fut accordée par la Commission de l’assistance publique (qui avait succédé à la Commission des hospices publics), mais cela nécessitait un bail sur une plus longue durée, que Hoornaert obtint deux ans plus tard, pour une durée de 99 ans. Hoornaert confia les plans d’un couvent neuf à Joseph Viérin, architecte de renom et échevin des Travaux publics de la municipalité brugeoise. Les façades des maisons sur l’enclos central devaient rester intactes (à l’exception du n° 22, de style néo-classique, qui déplaisait à Hoornaert), et c’est à l’arrière des maisons du côté ouest du terre-plein central que furent érigés en 1937, en un laps de temps étonnamment court, les bâtiments du nouveau couvent, que la reine Élisabeth accepta, sur les instances de Hoornaert, de patronner, et qui fut consacré en septembre par l’évêque Henricus Lamiroy. L’événement fut célébré par une messe, suivie d’un banquet auquel avaient été conviés 300 notables de Belgique et de France. En février 1939, l’église et les maisons furent classées au titre des monuments historiques, et l’enclos central au titre de paysage urbain.
Les trousseaux des nouvelles professes et les recettes que les Filles de l’Église tiraient de la vente de leur revue, de la commercialisation de leurs propres productions (fruits du verger etc.) et du petit musée aménagé dans la maison béguinale n°1 (attenant au portail d’entrée) ne suffisant pas, les religieuses restaient tributaires de dons collectés par les Amis du béguinage, des subventions de la municipalité et de la province, et des recettes des manifestations culturelles que la Vigne organisait, tels que concerts d’orgue, expositions etc. Outre les dons personnels de Hoornaert et de Simon Triest, la congrégation bénéficia de l’appui de personnalités connues, comme Achille Van Acker et la reine Élisabeth.
Dans les années 1950, lorsque des travaux de réfection étaient à nouveau à l’ordre du jour, Rodolphe Hoornaert donna une conférence de presse en août 1954 au sujet de ces travaux de restauration, et sut débloquer des fonds du ministère des Travaux publics. Pour couvrir les frais, une série spéciale de six timbres-poste fut émise en 1954 et connut un grand succès public. Le suivi des travaux de ravalement fut confié à Luc Viérin, fils de Joseph, entre-temps décédé.

### Recul des vocations
Rodolphe Hoornaert était fort préoccupé de la baisse du nombre de vocations, tendance perceptible également à la Vigne, où le nombre de nouvelles professions ne suffisait plus à compenser les décès et les rétractions. Hoornaert prit part à toutes sortes d’initiatives et devint membre d’associations qui, à Hasselt et à Mons notamment, s’évertuaient à inverser la tendance. Pour stimuler les vocations de religieuse, un groupe de prêtres et de directeurs de couvent mit sur pied un comité d’action se donnant pour tâche d’inciter les jeunes filles à envisager leur avenir de manière réfléchie. Hoornaert fit imprimer en grand nombre de cartes sur lesquelles était reproduite une prière intitulée Veni, sequere me. Prière pour connaître votre vocation et destinée à les aider à faire un choix délibéré entre mariage et vie conventuelle. En 1964, dans un prêche, il appela les fidèles à créer dans les familles chrétiennes un climat favorable aux futurs prêtres et religieuses, notamment en manifestant plus de fierté quand un de leurs enfants entrait dans les ordres. Du reste, selon lui, le mode de vie des conventuels n’était pas en cause dans le déclin des vocations — et il ne s’agissait donc pas de moderniser ce mode de vie —, mais la perception qu’en avait la population ; la clef du redressement des vocations se trouverait dans les familles.

### Centre d’études et d’action liturgiques

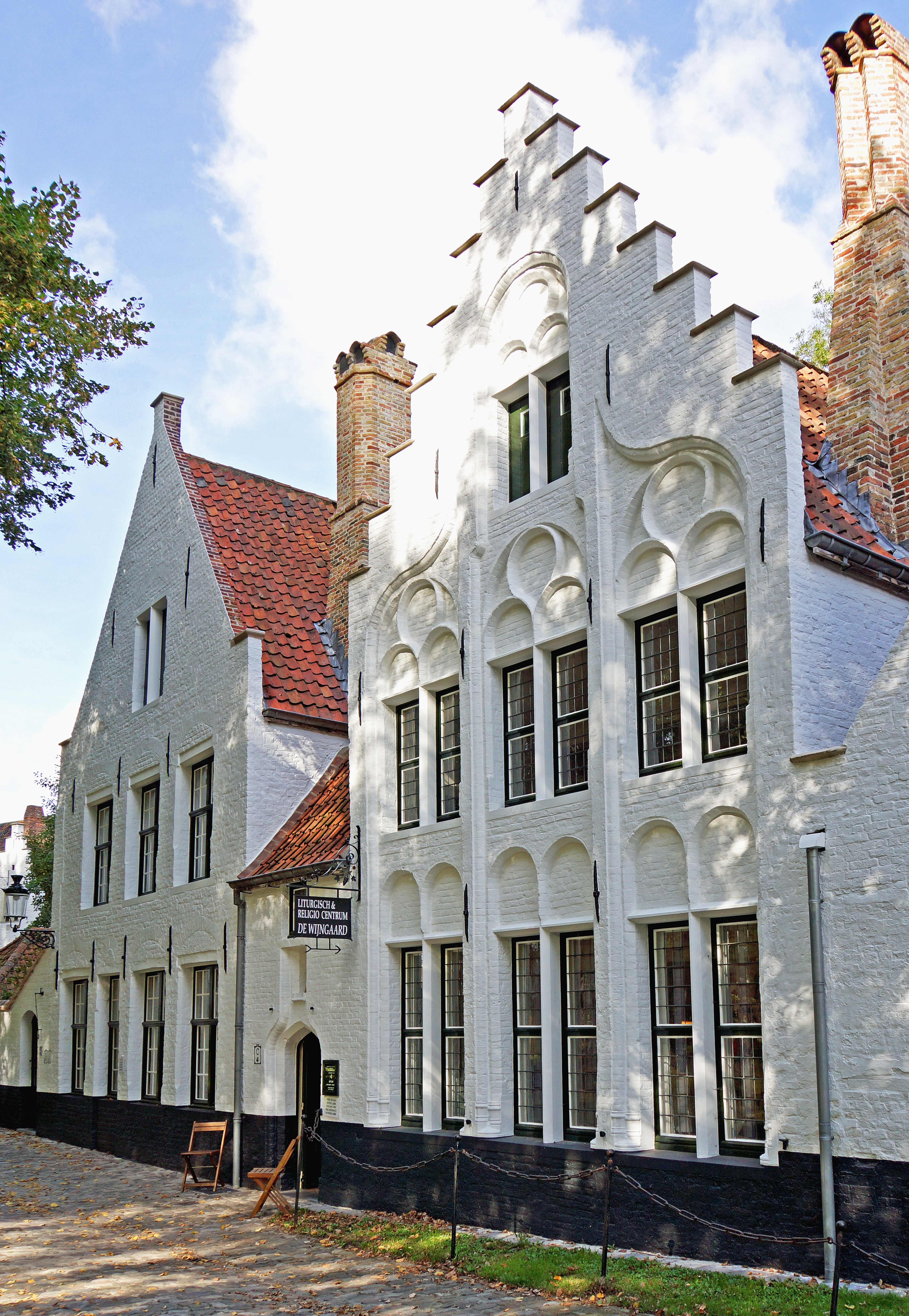
Le Centre d'études et d'action liturgiques (CEAL), dans le béguinage de Bruges.

Marqué par l’enseignement de Camille Callewaert à Louvain, Hoornaert porta une attention particulière à la liturgie et veillait scrupuleusement à ce que les offices à l’église du béguinage soient célébrés avec le plus grand soin. Il œuvrait d’autre part au sein du Mouvement liturgique, dans lequel certaines communautés bénédictines avaient joué un rôle pionnier. À la Vigne même, la première initiative sur ce plan fut prise sous la forme de la création en 1931 de l’atelier Fra Angelico d’art liturgique, lequel produisait divers objets religieux, allant d’images saintes à des patrons pour le vestiaire religieux. En 1938, Hoornaert et les Filles de l’Église fondèrent le Secrétariat d’information liturgique, intégré ultérieurement dans le Centre d’études et d’action liturgiques, qui existe encore (2018). Hoornaert se tenait au courant de ce qui se faisait dans le domaine de la liturgie, notamment en participant régulièrement à la Semaine liturgique. En 1948, il instruisit les Filles de l’Église du contenu de l’encyclique Mediator Dei, qui portait sur la participation active des croyants à la liturgie. Au lendemain de Vatican II, il informa ses ouailles sur ce qui allait changer dans le champ liturgique, et prononça plusieurs conférences sur le sujet.
En 1938, les Filles de l’Église et l’abbaye du Mont-César à Louvain conclurent un accord de coopération, par lequel la Vigne se chargerait de l’activité pratique, telle que cours, formations d’acolytes, assistance dans les paroisses, art liturgique etc. En 1941, Hoornaert proposa aux Filles de l’Église de fédérer leur œuvre apostolique en un seul projet, qu’il appellerait Centre d’études et d’action liturgiques, en abrégé CEAL, dont la fondation n’eut lieu officiellement qu’en janvier 1943, et dont le siège administratif fut fixé dans le béguinage de Bruges. Les activités du centre se répartissaient en plusieurs sections : enseignement (pour acolytes, choristes, particuliers) ; production (atelier Fra Angelico, cercle de couture missionnaire) : bibliothèque ; vente d’images pieuses ; et la maison d’hôtes. Le centre de formation organisait des cours de chant grégorien, de latin liturgique ou de dessin liturgique. Toutes les sœurs avaient chacune leur propre rôle au sein de l’organisation et devaient collaborer étroitement entre elles. Le centre eut du succès.

### Acolytat
L’action de Hoornaert dans le domaine de l’acolytat s’explique par son désir d’être assisté, lors de ses célébrations dans l’église du béguinage, par des acolytes compétents, qui auraient une bonne connaissance de leur fonction, tireraient satisfaction de leur rôle, et comprendraient pourquoi ils posent tel ou tel acte ; c’est pourquoi Hoornaert instruisait ses acolytes sur l’histoire et la signification des usages et symboles liturgiques, et leur expliquait le sens des textes lus pendant l’eucharistie. Il s’opposa à la pratique de rémunérer les acolytes, et s’attachait à les recruter dans les milieux sociaux propres à lui garantir des aptitudes intellectuelles suffisantes, une présentation correcte et une bonne formation de départ ; dès lors, ses acolytes furent recrutés surtout dans les classes nanties. Il favorisait aussi l’émulation, par des concours, également au niveau interparoissial, avec des diplômes à la clef. 
Du reste, sa méthode de formation se révéla si efficace qu’on décida de l’étendre à toute la ville de Bruges, puis au diocèse tout entier. Hoornaert insistait sur la nécessité d’une direction centrale de l’acolytat, et obtint que dans chaque paroisse un vicaire fût désigné pour se charger de la formation des acolytes. Il pensait que l’action sur ce plan créerait un terreau propice aux vocations.
Une coopération interdiocésane se mit en place à partir de 1937, et à cet effet, une revue, Acolytat, vit le jour en décembre de cette année. Plus tard, en 1960, une collaboration internationale fut mise sur pied, concrétisée la même année encore par la fondation de la commission d’étude internationale Coetus Internationalis Ministrantium (sigle CIM), qui tint sa réunion de 1965 à Bruges, et fut approuvée officiellement en 1967.

### Rodolphe Hoornaert voyageur
Hoornaert aimait à voyager. Dès ses années d’étudiant, à la faveur de ses voyages d’études, il lui fut donné de visiter une grande partie de l’Europe, notamment Rome en 1919. Un an plus tard, il explora l’Espagne, qu’il trouva très pittoresque et qui restera l’une de ses destinations de voyage de prédilection. Pour assurer la promotion du béguinage et des Filles de l’Église, il fut amené aussi à entreprendre de nombreux voyages à l’étranger. Plus tard encore, il fit le voyage de Rome pour plaider l’intégration de sa congrégation dans l’ordre bénédictin. En outre, il fit par six fois le pèlerinage de Rome et assista ainsi plusieurs fois entre 1919 et 1967 à l’audience papale. Enfin, il participa à divers congrès en France, aux Pays-Bas, en Allemagne etc. À l’occasion de son jubilé sacerdotal en 1960, sa famille et ses amis lui offrirent un voyage en Palestine, qui sera l’un des grands moments de sa vie : « Ce voyage restera jusqu’à la fin de mes jours inoubliable [...]. C’est un vrai pèlerinage, plein de lectures de la Bible, de prière et de méditations ».

### Famille, vie quotidienne et adieux
Malgré ses occupations, il réussit à régler sa vie au rythme du bréviaire, à l’unisson de la vie de ses religieuses.
Si l’on en croit Joseph Dautricourt, fils aîné d’Agnès Hoornaert, le professeur François de Béthune lui aurait offert dans les années 1920 la chair de lettres romanes à l’université catholique de Louvain, mais il aurait décliné cette offre, entre autres raisons parce qu’il ne voulait pas laisser sa mère seule. Les membres de la famille entretenaient des rapports chaleureux avec les Filles de l’Église, et chaque année, Hoornaert organisait une réunion de famille à la Vigne. À partir du début des années 1940, Gaspar Lefebvre sera un ami indéfectible et un hôte régulier du béguinage.

#### Fin de carrière et mort

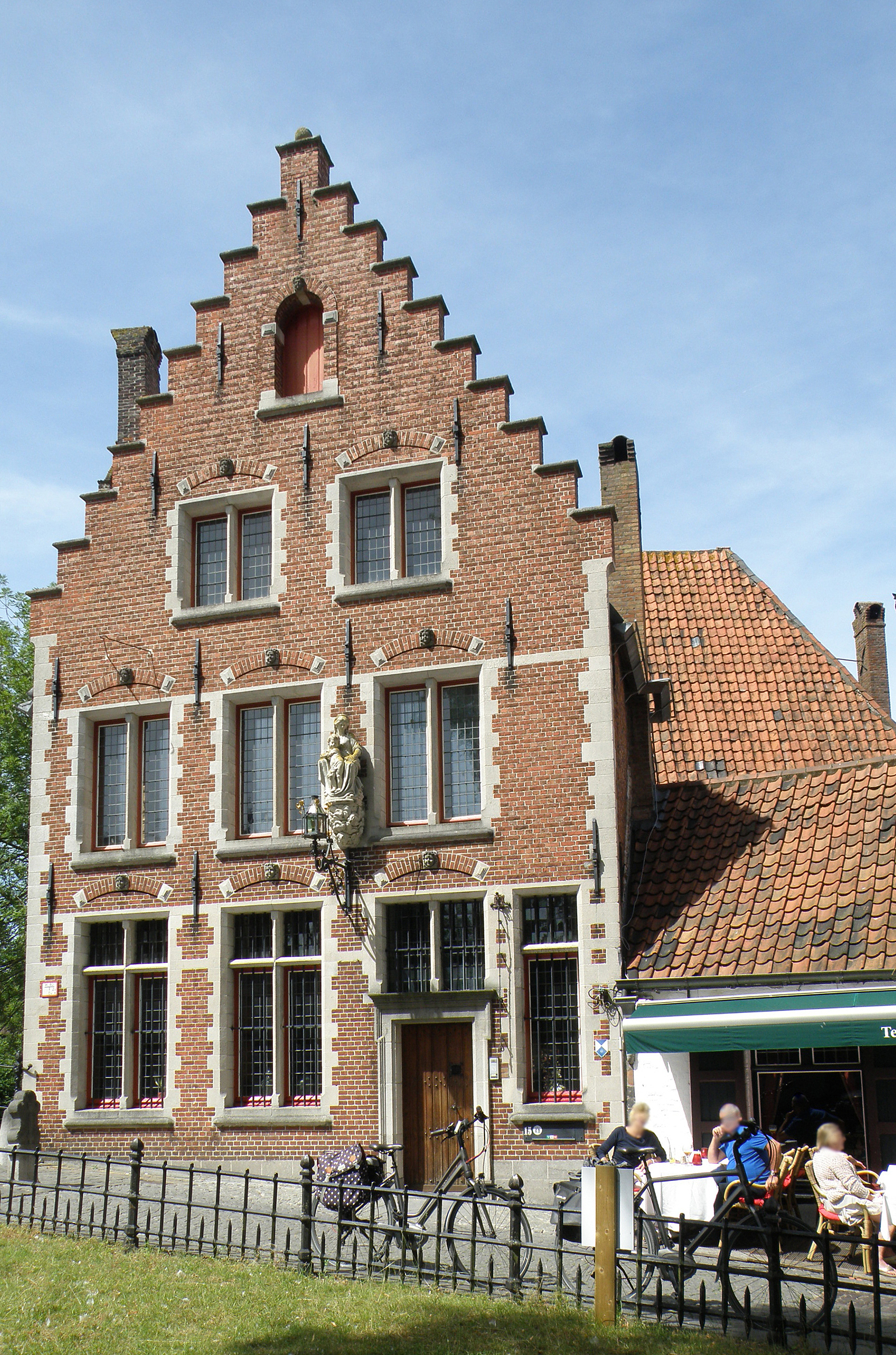
Le presbytère, au pied du pont d’entrée du béguinage.

Le 30 novembre 1968, Rodolphe Hoornaert fut officiellement mis à la retraite par l’évêque de Bruges Mgr. De Smedt. À sa succession fut nommé le chanoine Paul François, enseignant au grand séminaire de Bruges et maître de chapelle de la cathédrale Saint-Sauveur. La permission fut concédée à Hoornaert de continuer à résider dans son presbytère sis Wijngaardplaats, à l’entrée du béguinage. En outre, Hoornaert resta président de Coetus Internationalis Ministrantium, poursuivant ainsi son activité dans la régulation de l’acolytat. Si sa mise à la retraite signifia pour lui un véritable crève-cœur, il se déclara néanmoins « très heureux de poser cet acte d’obéissance et d’offrir à Dieu le plus grand sacrifice qu’il pouvait me demander ».
Les funérailles de Hoornaert eurent lieu le 5 novembre 1969 en la cathédrale Saint-Sauveur. Les textes de la cérémonie funèbre avaient été choisis par le défunt lui-même. Il fut inhumé dans le caveau familial au cimetière de Sint-Kruis-lez-Bruges. Le vœu testamentaire du décédé qu’une plaque commémorative fût érigée en sa mémoire (à l’instar de ce qui avait été fait en l’honneur de son oncle Hector) fut exaucé un an après sa mort, en février 1970, par une pierre apposée dans le passage d’entrée du béguinage et inaugurée par le bourgmestre Pierre Vandamme. En 2011, les cendres de Rodolphe Hoornaert furent translatées vers le cimetière de Steenbrugge, dans la parcelle attitrée de la Vigne.
En 1972, le béguinage de Bruges, jusque-là propriété de la Commission de l’assistance publique, fut vendu à la municipalité brugeoise. Les dispositions du bail emphytéotique de 1934 restèrent en vigueur. La responsabilité quant à la conservation et à l’entretien du béguinage incomba dès lors en partie à l’administration municipale.

## Influences et affinités
De même que son oncle Hector Hoornaert, Rodolphe Hoornaert nourrissait une admiration pour le pape Pie X, de qui il reçut, sur ses propres instances, la bénédiction apostolique le jour de son ordination. Outre les idées de Pie X, Rodolphe Hoornaert subit l’influence des écrits de saint François de Sales, de l’œuvre duquel il pouvait citer par cœur de longs passages, et devint membre de la Société salésienne.
Toute sa vie durant, Rodolphe Hoornaert aspira à atteindre l’unité mystique avec l’être suprême ; en ce sens, les mystiques flamands et espagnols joueront un grand rôle dans sa vie spirituelle. Pendant la Première Guerre mondiale, il s’initia au mysticisme flamand, lequel avait été d’une importance prépondérante dans la formation du mouvement béguinal au Moyen Âge.
Ses supérieurs immédiats, l’évêque de Bruges Gustave Waffelaert et le chanoine Jérôme Mahieu, théologiens doués, confièrent à Hoornaert la tâche de traduire en français quelques-uns de leurs ouvrages, qui étaient justement trois livres sur la purification de l’âme et sur le cheminement vers l’unité mystique avec Dieu. L’influence exercée par l’école mystique germanique, plus particulièrement de Ruusbroeck, sur la pensée de ses deux maîtres suscita chez Hoornaert un intérêt durable pour les mystiques flamands et néerlandais, tels que Thomas a Kempis, la béguine Hadewijch et Gérard Groote.
À côté de ces mystiques flamands, les mystiques espagnols furent de première importance dans la formation mystique de Hoornaert, à quoi l’influence de son oncle Hector ne fut certes pas étrangère. Celui-ci transmit à son neveu son amour de la culture espagnole et pendant qu’il séjourna en Espagne de 1894 à 1900, Rodolphe le rejoignit chaque année là-bas pendant les vacances d’été. Ce fut par le biais de son intérêt pour le peuple et la culture espagnols que Rodolphe Hoornaert s’initia, à un âge plus mûr, à l’école mystique espagnole. À cet égard, les œuvres de saint Jean de la Croix, traduites par son oncle, feront office de première introduction.  
On retrouvera le fruit de ces études dans l’abondante production écrite qu’il laissa. Il soutint une thèse de doctorat sur sainte Thérèse d’Avila, pour qui il avait une admiration sans bornes et qu’il qualifia d’« écrivain le plus personnel jamais produit par le génie espagnol, voire par le génie humain ». Cependant, sa thèse constitue essentiellement une étude littéraire et linguistique, ne comportant en effet qu’une esquisse fort générale de la pensée de la sainte. Mais il suppléa à cette lacune quelques décennies plus tard, en faisant paraître en 1951 Sainte-Thérèse d’Avila, sa vie et ce qu’il faut avoir lu de ses écrits, où il s’attarda cette fois longuement au mysticisme de la sainte ; mais plus tôt déjà, en 1928, il avait publié l’Âme ardente de saint Jean de la Croix. À signaler également, dans le même ordre, un ouvrage sur l’écrivain symboliste français Adolphe Retté, les Expériences mystiques d’Adolphe Retté, paru en 1945.  
Ses dispositions mystiques cependant ne le porteront jamais à se replier sur une méditation et célébration purement personnelles. Il fut en toute chose un activiste, qui voulut mettre ses convictions entièrement au service de l’Église. Il entendait conférer un rôle éminent à la liturgie dans le mouvement missionnaire, de reconquête, qu’avait engagé l’Église sous les espèces de l’Action catholique, apostolat laïc pratiqué sous la supervision de l’Église. Pour Hoornaert, la liturgie était la base et la clef de voûte de l’Action catholique, raison pour laquelle il œuvra incessamment pour une célébration minutieuse et soignée de l’eucharistie, où le chant grégorien occupait une place importante, et pour une participation active des fidèles au sacrement de la messe. Il encourageait la lecture du bréviaire, y compris par les laïcs. Cette attitude s’inscrivait du reste pleinement dans le Mouvement liturgique, qui était depuis le début du XXe siècle vigoureusement promu par la hiérarchie catholique, et dans lequel Hoornaert s’engagea activement. Il n’était jusqu’à la contemplation elle-même qui dût selon lui être intimement associée à la liturgie.

## Rodolphe Hoornaert auteur
Hoornaert écrivait volontiers et publia au total quelque 3 000 pages de texte. Les poésies qu’il composa pendant ses années d’étudiant révèlent une âme romantique et des dispositions lyriques, et témoignent de son admiration pour la nature et de son intérêt pour l’histoire. Comme sous-secrétaire de l’évêché, il publia (sous son nom ou sous pseudonyme) des poèmes ou des essais (traitant notamment de littérature mystique) dans des revues littéraires. Il fut également actif comme traducteur et aussi comme conférencier, publiant après coup le texte de ses conférences. Ses articles paraissaient principalement dans la revue de la Vigne, Les cahiers du béguinage de Bruges (rebaptisé plus tard Les cahiers de la Vigne de Bruges), édité d’abord en tant que supplément à la revue de l’abbaye de Saint-André, puis à partir de 1946 comme revue indépendante sous le titre de Les Cahiers de la Vigne.

### Écrits sur la patrie et les devoirs respectifs de l’homme et de la femme
En 1918, Hoornaert publia un recueil de ses conférences sous le titre Pour la patrie : conférences données en l’église Sainte-Walburge, à Bruges, pendant l’octave des patriotes. Il y abordait plusieurs thèmes : le patriotisme ; les devoirs de l’homme ; et la tâche de la femme. 
En ce qui concerne le premier : patriotisme et religion sont à ses yeux indissociablement liés. Si le peuple belge a su tenir bon dans la guerre 1914-1918, c’est grâce à la confiance qu’il avait placée en Dieu : « ce petit peuple n’a jamais perdu sa confiance dans l’avenir, car cette confiance était l’espérance chrétienne, qui ne confond jamais, parce qu’elle est bâtie sur Dieu. » Hoornaert considérait la religion comme facteur d’unité de la nation belge, et l’idée d’inséparabilité de nation et religion lui avait probablement été inspirée par Waffelaert, qui s’employa après la guerre à restaurer la vie catholique en Belgique, défendant l’unité du parti catholique contre Daens et le nationalisme flamand, avant de se résigner plus tard, face à la montée en puissance du socialisme, à soutenir le mouvement ouvrier chrétien. Outre les devoirs civils et religieux, Hoornaert exhorta ses compatriotes à la loyauté vis-à-vis de la maison royale.
Quant aux devoirs de l’homme : selon Hoornaert, les hommes ont, dans la nouvelle Belgique, le devoir de concourir à la construction morale du pays. Hoornaert les appelle à la vertu de la domination de soi, qui rend la vie plus vigoureuse et plus fertile. Pour lui, la source de la domination de soi réside dans une vie chrétienne faite de pénitences et d’ascèse.
À propos de la tâche de la femme, il souligne que la femme a également un rôle à jouer dans le relèvement moral du pays. Il songe en premier lieu aux jeunes filles qui se sentent attirées par « la sublime mission de l’épouse et le sacerdoce de mère ». Il fait ensuite l’éloge des femmes qui ont choisi une vie religieuse cloîtrée. Comme pour l’homme, il souligne l’importance de l’ascèse, de l’humilité et de la mortification, et de l’esprit de prière. D’autre part, il ne cesse de mettre l’accent sur l’obéissance due par la femme à l’homme. Le concept d’obéissance deviendra plus tard l’une des notions clef dans la conception de sa future congrégation religieuse. 

« La femme doit respect et obéissance à son mari. C’est un devoir et il faut bien souvent une énergie très forte pour l’accomplir. Ce devoir n’implique pas l’esclavage : il ne légitime pas la brutalité païenne du mari ; il ne justifie pas un odieux égoïsme mais dicte clairement à l’épouse que son devoir d’état est de soigner son ménage [...]. »

### Écrits sur l’émancipation flamande
Dans le livre l’Unité belge en péril, publié en 1919 sous le pseudonyme O. Vos, Hoornaert se penche sur la question flamande. Face au radicalisme linguistique flamand, Hoornaert exhorte les Flamands francophones à s’acquitter avec sérieux de leurs devoirs sur les plans social et linguistique vis-à-vis des Flamands d’expression néerlandaise. Se référant à des déclarations de l’homme politique socialiste Édouard Anseele, Hoornaert qualifie la flamandisation de l’enseignement scolaire d’injustice sociale. La flamandisation à outrance comporterait aussi selon lui une erreur historique, la Flandre ayant toujours été selon lui bilingue. Il taxe l’interdiction du français d’iniquité intolérable :

« [...] une telle Flandre unilingue n’a jamais existé, et fausse est l’idée qu’autrefois, la langue de ce pays appelé ‘la Flandre’ était exclusivement ou même généralement le flamand. Notre thèse est donc : de même que l’essence de la culture flamande est constituée d’un double élément, latin et germanique, de même, il y eut, dès le début, bilinguisme. Ce bilinguisme historique est la base, pour les Flamands de culture française de l’époque actuelle, d’un droit imprescriptible de se servir du français comme leur langue maternelle. [...] J’en conclus encore que toute solution tendant à unifier la Flandre dans l’un ou dans l’autre sens, dans le sens de l’exclusivisme flamand ou de l’exclusivisme français, ferait perdre à la Flandre son caractère et serait responsable d’une déformation totale de ce glorieux pays. [...] La langue française en Flandre aussi bien que la flamande a ses droits, et il importe de les défendre ! »

### Écrits sur l’acolytat et de l’action liturgique
Hoornaert publia toute une série d’articles et de brochures sur la formation des acolytes, et des articles et des livres sur la participation des laïcs à la liturgie. L’ouvrage de Hoornaert qui reçut de loin le meilleur accueil fut Louez Dieu !, paru en 1957. Le livre fut fortement apprécié par plusieurs prélats et par l’ordre de saint François de Sales. Son frère Maurice Hoornaert se montra enthousiaste (voir ci-dessous).

### Écrits sur le mysticisme
Hoornaert ne cessera tout au long de sa vie de publier sur le sujet du mysticisme, faisant paraître régulièrement des études sur Jean de la croix et Thérèse d'Avila, et un livre sur Adolphe Retté. Pourtant, sur la foi de ses propres écrits, l’on peut affirmer que Hoornaert n’était pas un mystique au sens spécifique de ce terme. Hoornaert définissait l’expérience mystique comme « l’expérience immédiate et passive de la présence de Dieu », mais n’a jamais fait état dans ses écrits d’une telle expérience qu’il eût vécu personnellement ; rien dans ses écrits ne permet d’inférer qu’il eût jamais lui-même une extase mystique. Il lisait et commentait les auteurs mystiques, les admirait, et dans une certaine mesure s’en inspira ; mais lui-même n’a pas laissé d’écrits mystiques. Sa pensée du reste glissera du mysticisme thérésien vers une pensée plus axée sur l’ascèse, mettant l’accent, moins sur l’aspect passif de l’expérience mystique, que sur l’effort actif que l’homme doit accomplir pour parvenir à sa réunion avec Dieu ; souvent même, l’expérience de la présence de Dieu est, chez Hoornaert, reléguée à l’arrière-plan et tend à s’estomper. Son travail comme directeur de conscience des Filles de l’Église consista à accompagner les religieuses dans leur recherche active de Dieu par le moyen de la prière et des œuvres, non de se laisser passivement approcher et façonner par Dieu, ainsi qu’on peut le lire dans les auteurs mystiques susmentionnés.
Le premier essai sur le mysticisme publié par Hoornaert est À propos de littérature mystique, paru dans une revue littéraire en 1914. C’est vers la même époque qu’il traduisit en français plusieurs ouvrages traitant de mysticisme, de la main de Gustave Waffelaert et de Jérôme Mahieu. Dans son essai, Hoornaert met en garde contre une approche superficielle du mysticisme chrétien. Il définit le mysticisme comme « l’expérience immédiate et passive de la présence de Dieu » dans l’âme, étant entendu que cette présence est gratuite et ne dépend pas des désirs ou des efforts de l’homme. Ainsi, pour Hoornaert en 1914, l’initiative part-elle de Dieu, et l’expérience mystique ne s’obtient pas par l’ascèse ni par un quelconque perfectionnement de soi spirituel ou intellectuel. 
Dans Sainte Térèse écrivain (1922), qui est la publication sous forme de livre de sa thèse de doctorat, on relève ce passage : « l’amour de Dieu demanda toujours à s’extérioriser en actes » ; ces paroles de Hoornaert ne doivent pas être interprétées comme si la réunion thérésienne avec Dieu serait la conséquence des bonnes œuvres et d’une vie vertueuse, mais bien plutôt l’inverse ; Thérèse considère la vie éthiquement élevée comme un fruit de la vie contemplative liée à Dieu, écrivant en effet : « voilà à quoi servent les noces spirituelles. Des actes, toujours des actes, doivent en naître. C’est à cela qu’on pourra méconnaître si cette faveur a réellement été accordée par Dieu ».
En 1928 — la congrégation des Filles de l’Église était alors fondée — parut l’Âme ardente de St Jean de la Croix, court ouvrage où Hoornaert expose quelques éléments fondamentaux de la théologie mystique de Jean de la Croix. La réinterprétation, dans un sens religieux ascétique, que s’évertue à donner Hoornaert des conceptions de Jean de la Croix, rejoint sa vision sur ce que devait être selon lui la vie religieuse de sa nouvelle congrégation. Ainsi la réunion (mystique) avec Dieu cesse d’être vue comme une fusion ontologique entre deux étants, mais comme l’expérience de la présence divine, une réunion secrète, essentielle.
Toujours en 1928, Hoornaert fit paraître dans la Revue générale un article intitulé Mystiques du Nord et mystiques espagnols, dans lequel il critique certaines conceptions exposées dans le livre de Pierre Groult, les Mystiques des Pays-Bas et la littérature espagnole du seizième siècle, réagissant en premier lieu, et significativement, contre la présentation de l’amour universel chez Ruusbroeck (gemene minne) comme préparation à la vie contemplative, Hoornaert estimant (à raison) que la gemene minne est la conséquence de la vie contemplative ou le fruit de la réunion avec Dieu dans l’amour. On y perçoit un écho de la querelle qui opposa dans les débuts de la congrégation Hoornaert au cofondateur des Filles de l’Église, Gaspar Lefebvre.
Dans la série des essais de Hoornaert sur le mysticisme prend place aussi un ouvrage paru en 1945, les Expériences mystiques d’Adolphe Retté, attestant de l’intérêt durable de l’auteur pour les écrits de mystiques. Retté, poète symboliste et anarchiste, se convertit au catholicisme et s’initia à l’ascèse chrétienne. Le livre, structuré en deux parties, traite de la vie intérieure de Retté, de son dévouement à l’Église, de sa nature contemplative (basée selon Hoornaert sur la volonté de solitude et sur le silence), l’influence de Thérèse d’Avila sur Retté, l’attention qu’il portait à l’expérience de la présence divine, l’amour de Retté pour l’Église avec sa structure hiérarchique, son grand intérêt pour les moments d’oraison liturgique, et enfin son apostolat, caractérisé par son engagement pour le prochain, sa pénitence et ses efforts pour faire connaître à autrui la grâce divine présente dans son cœur.
Ultime ouvrage de Hoornaert sur le mysticisme, Sainte Thérèse d’Avila. Sa vie et ce qu’il faut avoir lu de ses écrits (1951) est une somme où l’auteur expose les principales lignes de force de la spiritualité mystique de Thérèse d’Avila en s’appuyant sur les textes les plus significatifs de son œuvre. Le livre, que l’on peut considérer comme venant compléter Sainte Térèse écrivain, se propose de rendre les âmes spirituelles et les personnes intéressées à même de s’initier à l’œuvre de la sainte. Le livre se compose de trois parties : la première traite des écrits autobiographiques et historiques ; la deuxième traite de ses écrits doctrinaux ; la troisième se penche sur ses épîtres et ses courts traités. Divers aspects particuliers sont mis en lumière dans l’ouvrage. Sont abordés ainsi : l’oraison mentale, dont les sources sont, selon lui, la méditation, la lecture, et les prêches (et Hoornaert cite p. 66 la définition qu’en donne la Sainte : « l’oraison mentale n’est, à mon avis, qu’un commerce intime d’amitié où l’on s’entretient, souvent seul à seul, avec ce Dieu dont on se sait aimé ») ; la grâce mystique ; le détachement merveilleux (« on devient si étranger à toutes les choses d’ici-bas, que le fardeau devient beaucoup plus pénible [...] ») ; les conseils évangéliques ; les prières au bénéfice des serviteurs de Dieu (c’est-à-dire des prêtres) ; le Christ, ses apôtres et les saints comme les modèles à suivre ; une vision de la Sainte Trinité (les noces mystiques s’accompagnant chez Thérèse d’une vision de la Sainte Trinité, cf. passage tiré du Château intérieur) ; la glorification de Dieu etc..

### Écrits sur le béguinage de Bruges et sa spiritualité
En tant que recteur (=curé) du béguinage de Bruges, il écrivit surtout des articles et ouvrages visant à donner de la notoriété au béguinage et à la nouvelle congrégation. Afin de susciter l’intérêt de la population pour la restauration du site et le renouveau de la vie béguinale, il fit paraître dans les premières années de la décennie 1920 plusieurs articles sur l’histoire du béguinage de Bruges. Au moyen du livre les Béguines de Bruges : leur histoire, leur règle, leur vie de 1924, il tenta de provoquer des vocations de béguine. Il tâcha aussi par ses publications de justifier les changements intervenus dans le béguinage à son instigation ; ainsi, dans son la Plus Ancienne Règle du béguinage de Bruges, de 1930, affirma-t-il (un peu hardiment) que les béguines de Bruges avaient de tout temps poursuivi l’idéal contemplatif. La même année parut le Béguinage de Bruges, dans lequel il exposait les buts et la spiritualité des Filles de l’Église, sujet qu’il approfondira dans le Béguinage princier de Bruges de 1938.
Le premier de la série d’ouvrages sur le béguinage de Bruges que publia Hoornaert est la brochure les Béguines de Bruges de 1924 (paraissant alors que la congrégation des Filles de l’Église n’avait pas encore été fondée), qui reprend beaucoup des arguments contenus dans le livre de son oncle Hector Hoornaert, Ce que c’est qu’un béguinage, en ceci notamment qu’à l’instar de son oncle il appelle à un redressement religieux et matériel du site. Hoornaert y évoque également la règle béguinale traditionnelle. Cet ouvrage, pas plus que la plupart de ses écrits suivants, ne se place pas sur un plan mystico-théologique, sa préoccupation principale étant en effet de trouver la manière dont le renouveau religieux et moral doit être structuré. Il entend que ce renouveau revête un caractère essentiellement ascétique. Le concept de vie mystique ou contemplative adopte ici, dans l’esprit de l’auteur, avant tout les aspects de dévotion, de recueillement et d’isolement. Quant à la vie béguinale, il s’agit d’une existence de pauvreté volontaire, encourageant les pénitences et les mortifications, mais prêchant en même temps la miséricorde et l’humilité. Si le béguinage de Bruges a pu se maintenir aussi longtemps, c’est en partie grâce à son régime austère et ascétique, affirme Hoornaert. Sur la règle et l’apostolat (dont il note qu’il était avant tout caritatif), il écrit :

« La grande règle qui veut qu’une vie sainte soit une vie occupée est essentielle chez nous. [...] Car le grand désir de ces femmes qui vivent dans le monde tout en étant séparées du monde, c’est de faire un peu de bien à ceux qui en sont victimes. Les loisirs que laisse la vie béguinale sont donc avant tout comblés par l’apostolat. La Règle permet aux Béguines, sauf approbation des supérieurs, la participation à toutes les œuvres charitables qui sollicitent leur concours. La charité fut à toute époque l’apanage de notre enclos. »

Plus loin, il explique ainsi les rapports existant entre vie religieuse et vie charitable :

« [...] la charité des Béguines n’a jamais été qu’un corollaire de leur vie religieuse, un effet du renoncement volontaire à des jouissances personnelles. Car pour se sanctifier dans ce genre de vie mixte où la clôture est plus large, où la règle laisse plus de latitude à l’initiative privée, il est de toute nécessité que la vie soit plus austère. [...] Certaines prescriptions de la Règle organisent la pauvreté volontaire, sans en imposer le vœu, et encouragent la mortification par l’imposition de certains jours de jeûne. Elle prêche surtout l’humilité, la douceur et le support des défauts mutuels. Elle insiste beaucoup sur cette charité réciproque. [...] Mais dans une telle société [de secours mutuel] la charité mutuelle ne peut aller sans une continuelle surveillance de ses mouvements intérieurs et sans une perpétuelle domination de soi. [...] Seuls ceux [des béguinages] où l’autérité fut une loi sévère ont [sur]vécu. Le nôtre n’a duré pendant près de huit siècles que parce que la pratique de la mortification y fut toujours observée. »

Cette sanctification de la vie religieuse n’est pas tributaire des conceptions mystico-théologiques thérésiennes. Hoornaert a en vue un perfectionnement de soi moral, à réaliser par une vie religieuse qu’il entend structurer et mener sur la bonne voie. La conjonction de clôture et de liberté est selon lui fondée par les nécessités concomitantes d’isolement et d’exercice de la charité, différence essentielle avec les claustrations plus sévères. Le mur qui cerne le béguinage est avant tout une clôture morale :

« Cette clôture ne peut se franchir que pour deux sortes de motifs : des motifs de nécessité et des motifs de charité, dont les Supérieurs sont juges. Chaque habitante vit là pour Dieu, séparée du monde. [...] ici la caractéristique est un judicieux usage de la liberté. Il n’a qu’une clôture morale ; elle suffit. »

En 1930 (sa nouvelle congrégation existe désormais), Hoornaert publie la Plus Ancienne Règle du béguinage de Bruges, livre destiné à expliquer au grand public la rénovation religieuse en cours à la Vigne. À partir d’un manuscrit médiéval (en moyen néerlandais, mais assorti d’une traduction française), copie du manuscrit originel de 1290 établissant la règle la plus ancienne du béguinage de Bruges, l’auteur argue que cette règle mettait en avant l’idéal contemplatif le plus austère, et que les béguines vivaient « en union avec Dieu » et « s’orientaient nettement vers une vie de haute contemplation et [étaient] désireuses de mener une vie d’oraison méthodique à l’abri du monde », sans toutefois que cela soit jamais explicitement formulé dans ledit manuscrit. Il affirme ensuite qu’à cet esprit contemplatif fondamental, basé sur l’oraison et la mortification, correspond une organisation monastique complète, l’auteur forçant ici sans doute un peu la réalité pour justifier son choix d’une congrégation cloîtrée. Mais il s’empresse ensuite de défendre en même temps le mode de vie traditionnel des béguines brugeoises, en particulier en ceci que le béguinage avait toujours connu deux formes de vie, la communautaire (cénobitique) et la solitaire (érémitique), et de clamer qu’avec la création de la nouvelle congrégation le caractère typique du béguinage ne disparaîtrait pas. 

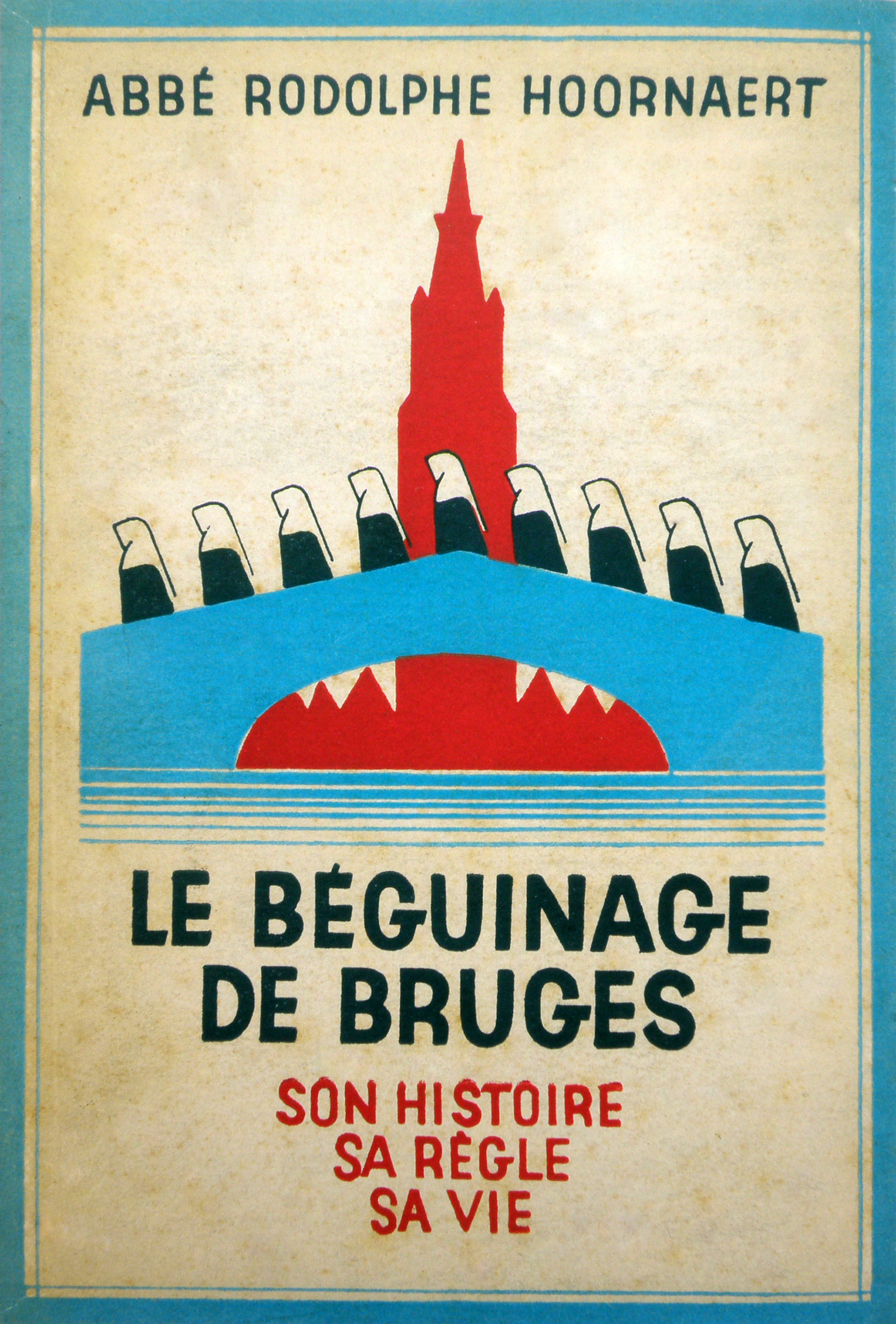
Couverture de le Béguinage de Bruges (1930).

La même année, Hoornaert publie le Béguinage de Bruges : son histoire, sa règle, sa vie. Dans une première partie, il expose les rénovations religieuses, déjà réalisées ou encore à venir, des Filles de l’Église. Dans une deuxième partie, s’appuyant sur les Constitutions actuelles de 1927, il expose les deux piliers religieux — savoir : l’oraison et l’apostolat liturgiques — de la nouvelle communauté ainsi que son régime cénobitique et érémétique. Enfin, il décrit les innovations religieuses introduites depuis 1927, en particulier la prononciation des vœux, l’intégration de la dévotion à la Sainte Trinité dans l’oraison contemplative, l’intégration de la prière chorale dans l’oraison vocale, et l’apostolat, qui connaît dorénavant une mise en œuvre plus ample, à travers une branche interne et externe. Il exprime sa conviction qu’une vie de recueillement sincère ne requiert pas nécessairement une réclusion derrière les grilles d’« une Trappe ou d’un Carmel », mais peut aussi se réaliser dans de moins « rudes climats », où « l’austérité des règles est toujours tempérée par la douceur des paysages ». Il manifeste sa joie de ce qu’il s’est trouvé depuis 1924 des gens pour aider à réédifier « l’antique cité de paix, la Vinea Brugensis », car « Dieu merci ! ce cri d’alarme a été entendu ». Il insiste que les réformes récentes sont en accord avec la vie authentique du béguinage et avec la règle ancienne. Il souligne que la prière béguinale a eu d’emblée une dimension contemplative, à quoi est venu s’ajouter, à travers les statuts de 1622 et de 1647, le bréviaire romain ; cette configuration, combinant dans l’oraison traditionnelle l’aspect contemplatif et la dimension canonique, est reflétée, affirme l’auteur, dans les Constitutions actuelles de 1926. Quant à l’apostolat, que Hoornaert qualifie d’apostolat liturgique, celui-ci, qu’il soit interne ou externe, découle de l’abondance d’oraison liturgique et contemplative et comprend plusieurs champs d’application. En ce qui concerne l’oraison, l’auteur souligne l’importance, pour son volet vocal (canonique), de l’eucharistie (noyau central de la vie religieuse à la Vigne) et de l’oraison chorale ou de l’office romain, et signale, comme élément essentiel de son volet contemplatif (mental, silencieux), l’adoption de la dévotion à la Sainte Trinité. Concernant les deux régimes en vigueur dans la congrégation, Hoornaert indique :

« Le plus grand nombre des religieuses vivent en communauté. Les Constitutions prévoient néanmoins, depuis les temps les plus reculés, le régime érémétique. Il est conçu de la façon suivante : lorsqu’une âme particulièrement attirée vers la vie contemplative stricte et ayant les dons requis désire vivre en solitude, les supérieurs lui accorderont, après un certain nombre d’années de formation, la faculté de vivre en solitaire dans une des maisons plus modestes qui sont dans l’Enclos comme autant de cellules ou d’ermitages séparés. Les « solitaires » seront néanmoins toujours tenues au chœur, au chapitre et à tous les exercices conventuels, car toutes les religieuses de l’Enclos, quel que soit le régime, sont toujours censées former une grande communauté. »

Plus loin, l’auteur développe plus avant la signification de la dévotion à la Sainte Trinité, qui constitue selon lui le cœur de la vie contemplative des Filles de l’Église et remonte à Ruusbroeck ; il s’agit d’une forme supérieure de méditation, se pratiquant au rythme des trois principaux moments de la prière canonique quotidienne : 

« Ce n’est pas tant un sujet obligé d’oraison qu’une orientation de toute l’âme, une attention plus intense et successive à chacune des Personnes [de la Trinité] aux trois moments principaux de la journée, sans que cette manière de faire oraison soit exclusive d’aucun sujet particulier. Ajoutons que chacun de ces moments d’oraison silencieuse fait suite à une des heures de l’office : le matin après Prime, le midi après None, le soir après Complies. »

Hoornaert exhorte les Filles de l’Église à vivre l’eucharistie quotidienne comme une offrande de soi (oblation), et à participer à l’office choral, qui « est l’œuvre de Dieu, à laquelle rien ne doit être préféré » et qui équivaut à prendre part au sacerdoce du Christ et à exercer un apostolat extraordinaire dans l’Église ; la messe en effet :

« [...] est vraiment le centre de toute la vie ici. [...] Vivre sa Messe, ce n’est point seulement en prononcer chaque matin les formules liturgiques, c’est renouveler sans cesse l’oblation de soi-même au cours de la journée ; c’est consommer cette offrande à chaque fois qu’une peine inattendue, un sacrifice providentiel ou une mortification de règle vient rappeler que l’on est consacrée ; c’est enfin à chaque heure du jour tendre à cette communion de plus en plus intime à Dieu, jusqu’à ses moindres actes. »

Outre l’oraison vocale et contemplative, la vie religieuse dans le béguinage comporte également le travail manuel et intellectuel. À la différence de ce qui était exposé dans les Béguines, où l’apostolat était vu sous l’aspect d’œuvres de charité, le concept a pris, depuis la fondation du Monastère de la Vigne, une acception différente, plus ample, comprenant un apostolat tant interne qu’externe, mais au service de l’Église. L’apostolat interne englobe le travail de formation des addictes et l’accueil des dames souhaitant séjourner temporairement dans le Monastère, « soit pour y passer quelques jours de recueillement, soit pour s’initier à la liturgie ». L’auteur note :

« La grande règle sainte qui veut qu’une vie sainte soit une vie occupée est essentielle chez nous [...]. Le travail des mains indispensable en toute vie contemplative est largement pratiqué à la Vigne [...]. Les filles de l’Église, comme tous les ordres religieux, ont le désir d’aider l’Église, leur Mère. Elles ne le font pas sur le terrain des œuvres directement sociales mais sur un terrain qui leur est propre et qui est néanmoins très vaste : la formation parmi les fidèles de l’esprit liturgique qui, selon Pie X, est la source du véritable esprit chrétien. Elles offrent dans ce domaine leur humble concours au sacerdoce catholique, surtout au clergé paroissial souvent dépourvu sur ce terrain d’une collaboration éclairée et suffisamment persévérante. »

Sur l’ascèse, Hoornaert écrit :

« [Nos règles] ont toujours comporté une somme de mortifications indispensables sans lesquelles il n’est pas de vie religieuse. Car pour se sanctifier dans ce genre de vie où la clôture est plus large, où la règle laisse plus de latitude à l’initiative privée, il est de toute nécessité que la vie soit volontairement austère. Les pénitences afflictives et corporelles, bien que fort réduites, ne perdent pas leurs droits [...]. Mais c’est surtout vers les mortifications intérieures et spirituelles qu’est dirigé l’esprit de nos Constitutions. »

En 1932, Hoornaert publie, en langue néerlandaise cette fois, un ouvrage intitulé Een liturgische inrichting: de Dochters der H. Kerk op het Begijnhof te Brugge, qui reprend grosso modo l’exposé de le Béguinage de Bruges : son histoire, sa règle, sa vie paru deux ans plus tôt. Il s’attarde aussi sur la dénomination Filles de l’Église, laquelle est en adéquation avec leur mission, leur oraison et leur apostolat, se plaçant en effet tous trois au service de l’Église, désignée pour représenter le Christ et maintenir sans relâche la dévotion au Père. 
Toujours à propos de la vie religieuse au béguinage parut en 1938 le Béguinage princier de Bruges : le passé, le présent, qui apparaît comme une version plus approfondie de son ouvrage le Béguinage de Bruges de 1930, avec quelques nuances. Il présente plus explicitement encore le bréviaire romain comme la prière de l’Église et réaffirme le lien entre l’oraison des Filles de l’Église et l’oraison dans l’Église catholique du monde entier. Il évoque, en matière d’apostolat, pour la première fois la vertu de la vénération divine (ou la vertu de religion), et fixe comme l’une des missions spécifiques de la congrégation la diffusion de la prière liturgique de l’Église parmi les fidèles. Est réaffirmée également la conjonction d’une oraison active et contemplative, la compénétration intime de la vie contemplative et de la prière liturgique, l’auteur rappelant que :

« le but des Filles de l’Église est : a) de mener une vie d’oraison en étroite et constante union avec la prière de l’Église Catholique Romaine, et b) d’attirer par leur rayonnement le plus d’âmes possible à l’intelligence et à la pratique de cette prière. »

La spiritualité de la congrégation doit s’entendre comme une attitude d’esprit liturgique, impliquant la célébration quotidienne de l’eucharistie et l’usage du bréviaire et du missel. Avec plus d’insistance encore qu’en 1930, l’auteur affirme que par la prière chorale, par le Grand Office de l’Église Romaine, les Filles de l’Église sont unies à la communauté ecclésiastique tout entière. À propos de l’apostolat externe, en particulier de l’aide à apporter aux curés de paroisse, Hoornaert dresse l’inventaire des actions accomplies par les Filles de l’Église (qui « plus elles progressent, grâce à cette formation, dans la spiritualité que nous venons de décrire, plus elles se sentent désireuses de communiquer à d’autres les trésors dont elles jouissent ») : activités pratiques (« ouvroirs »), études et actions liturgiques, cercle de lecture, maison d’hôtes, initiations au chant grégorien, cours par correspondance, publications etc. 
Dernier ouvrage dans la série, l’Évolution spirituelle du Béguinage de Bruges, publié en 1939, offre sous une forme compacte la charte définitive de l’entreprise de rénovation liturgique engagée par Hoornaert. Si le contenu coïncide avec celui des ouvrages précédents, l’on note quand même quelques légers glissements. Ainsi, parmi les objectifs de la congrégation des Filles de l’Église, il mentionne à présent le « développement du Mouvement liturgique ». Le contenu de l’apostolat est ici précisé plus avant et de manière mieux structurée.
Hoornaert prit à tâche d’expliciter certains points de la règle des Filles de l’Église (qui se confond avec celle de saint Benoît) dans de nombreuses conférences (non publiées) prononcées à l’intention de ses religieuses. Ces points sont notamment : le retour à Dieu par l’obéissance ; la grâce et l’oraison ; le silence et la mortification ; le cénobitisme ; la spiritualité de saint Benoît ; la dévotion ; la formule de profession. Quant à l’obéissance : « Et alors que nous obéissons, non seulement nous sommes libres puisque c’est délibérément que nous unissons notre volonté à Dieu, ce qui n’est pas une manière de se rapetisser ; mais encore nous sommes tenus de faire nôtre le motif réel de l’action et d’associer notre intelligence à la pensée divine », ailleurs : « Ici, il [saint Benoît] proclame la valeur de l’obéissance, qui est le sommet, le résumé, l’expression la plus achevée de l’humilité. L’obéissance et l’humilité pourraient se définir l’une par l’autre [...]. Et notre obéissance n’est parfaite que lorsqu’elle est devenue une déférence profonde et continue envers celui qui vit dans notre cœur » ; quant à la grâce (qui est nécessaire, notre volonté seule ne suffisant pas pour atteindre la vie surnaturelle) : « Nous appuyer sur dieu est le premier souci : ‘avant tout’, dit-il [saint Benoît]. Dieu intervient en chacun de nos actes et exerce son influence dès leur source [...] ») ; quant au cénobitisme (Hoornaert n’est pas opposé à l’érémitisme, mais met en garde contre les dangers d’une vie isolée) : « [les Bénédictins] ont : a) une Règle qui ne laisse aucune condition foncière de leur vie à l’arbitraire, b) un Abbé, à qui il appartient d’interpréter la Règle et d’en établir le sens [...]. Saint Benoît ne méconnaît pas la sublimité de la vie érémétique, au contraire, il l’estime trop parfaite pour être accessible à toutes les âmes, et il élève très haut les conditions préalables à une entrée prudente dans une telle voie. [...] Il y a sans doute des vocations extraordinaires, mais il est permis de considérer la vie cénobitique comme plus naturelle. » ; quant à la spiritualité de saint Benoît (qui suppose l’amour envers Dieu, ceci signifiant que nous devons unir notre volonté avec celle de Dieu) : « Aimer la chasteté. C’est le seul endroit de la Règle où il est fait mention formelle de la chasteté parce que cette vertu est impliquée dans le concept de la vie religieuse. Il faut l’aimer pour elle-même et d’une vraie dilection. Chez une âme consacrée, elle fait partie de la charité. » ; quant à l’humilité : « Voulez-vous, nous dit saint Benoît, monter vers lui d’une façon rapide et sûre ? Alors il faut renoncer à la fausse exaltation de la vie présente et consentir à l’humilité. Voulons-nous monter vers Dieu [...], il nous faut descendre. C’est dans les profondeurs du néant que nous rencontrons la plénitude de l’être. Cette descente n’est pas déprimante, au contraire, elle est une ascension puisque le terme de cet abaissement est en réalité une cime qui est Dieu » ; quant à la dévotion (qui est selon l’auteur une œuvre accomplie avec les anges en honneur de Dieu) : « le terme latin devotio a une signification plus profonde : l’appartenance, le dévouement, l’assujettissement, comme état, comme situation fixe, continue, même juridique, et du point de vue de nos relations avec Dieu, c’est la servitude aimée, consentie, la sujétion volontaire à Dieu, à toutes les conduites de Dieu. [...] La pureté, c’est l’affranchissement de toute servitude étrangère qui confisquerait à son profit une part de notre amour et de notre activité ; devotio : c’est la plénitude de l’appartenance au Seigneur. »
Aimer l’Église, de 1938, est le compte rendu d’une retraite de trois jours, rédigé à l’intention des Filles de l’Église. Le livre, à l’image de la retraite elle-même, se décompose en douze méditations, qui se subdivisent à leur tour chacune en trois chapitres. L’objectif de la retraite et de l’ouvrage est d’appréhender ce qu’est le cœur de l’Église, par le biais d’une réunion plus intime avec le Christ : « Union intime avec le Christ pour exciter en moi le sentiment profond d’être fille de son Église, membre de son corps mystique », car « ce corps mystique, c’est la sainte Église, née du sang de Jésus ». La réunion avec le corps mystique du Christ conduit à la réunion avec Dieu. Dans la septième méditation, il s’attarde sur « l’incorporation au Christ » ;

« Ce que Jésus veut, c’est : 1) S’unir à chacun de nous, intimement, profondément ; 2) Par cette union individuelle, rétablir en chaque homme l’unité intérieure, c’est-à-dire la tendance hiérarchique de toutes nos facultés vers Dieu, dans ce Royaume intérieur, invisible de l’âme ; 3) Et assurer ainsi par toutes ces âmes réunies à lui et unifiées l’unité du Royaume visible : l’Église ; 4) Le tout à la gloire de son Père. »

Hoornaert termine son exposé par la conclusion suivante : 

« L’union au Christ [...] consiste à être très fortement et très consciemment membre de son Corps mystique. Cela implique un triple sens. 1) Le sens social. [...] Ce sens social se traduit par une vertu : la Charité fraternelle. 2) Le sens hiérarchique. Ce sens hiérarchique se traduit par une vertu : l’Obéissance. 3) Le sens liturgique. C’est le sentiment profond de l’Union au sacerdoce du Christ. [...] Ce sentiment, s’il est vraiment vital, implique une union très étroite à la prière du Christ et de son Église. Ce sens liturgique se traduit par une vertu : la vertu de religion. »

### Écrits religieux de portée générale
Louez Dieu !, ouvrage de 1957, reçut un très bon accueil dans les milieux et la presse catholiques — il fut fort prisé notamment par les évêques de Liège et de Namur ainsi que par le futur cardinal Suenens, et la Société des prêtres de Saint-François de Sales en commanda deux mille exemplaires — et connut plusieurs traductions. En exergue se trouve placée une réflexion du cardinal Pierre de Bérulle : « c’est l’action propre et la plus éminente de la religion que de louer Dieu ; c’est sa vie, son essence, sa fin ». La louange à Dieu, à côté de la reconnaissance et l’amour envers Dieu, fait partie selon Hoornaert de la mission première de l’Homme chrétien. Seul Dieu doit être l’objet de la louange, et celle-ci doit être le but de chaque Homme.

« En effet, nous avons reçu de Dieu une intelligence dont l’objet propre est le vrai et dont la fonction est de connaître. Il est souverainement juste d’employer cette intelligence d’abord pour reconnaître qu’il est Lui l’auteur de l’être, de la vie, de tout ce qui est vrai, bon et beau. Nous avons reçu de Dieu une volonté dont l’objet propre est le bien et dont la fonction est d’aimer. Il est souverainement juste d’employer cette volonté d’abord pour l’aimer Lui, le Bien par excellence. Et si nous accomplissons ce double acte de souveraine justice : le connaître et l’aimer, il est impossible que ne s’ensuive pas un troisième acte, qui sort des deux premiers comme une fleur de sa racine et de sa tige : le louer pour sa gloire. »

L’auteur définit ce qu’est la religion :

« L’obligation qu’a tout homme de rendre gloire à Dieu n’est pas une simple convenance. Il ne s’agit pas là d’un acte particulier que chacun de nous est libre de poser ou de refuser. Il y va d’une obligation stricte, universelle et d’ailleurs foncièrement humaine. Nous sommes reliés à Dieu comme sa chose : reliés par des liens d’œuvre à auteur. Les droits d’auteur de Dieu sur nous sont imprescriptibles. Dieu ne prétend pas y renoncer. Il attend de nous que nous les reconnaissions spontanément. Ces relations qui nous relient à Dieu comme à notre Auteur, l’ensemble des obligations qui en résultent, cela porte un nom : c’est la Religion. »

La mission liturgique de l’Église est axée sur la louange de la sainte Trinité. La louange de Dieu autour de l’autel est l’oraison catholique officielle de l’Église, oraison prononcée par les prêtres, les moines, les moniales et les croyants du monde entier, à l’effet de quoi l’Église a mis à notre disposition un « livre de base, le recueil synthétique, celui dans lequel elle a résumé toutes les richesses de sa louange, passée et présente : le Brevarium ».
La principale mission apostolique des Filles de l’Église n’est pas tant moralisatrice ou de mise en garde, mais consiste à diffuser la louange de Dieu :

« [...] nous avons vu qu’il devait y avoir en nous un désir très désintéressé de glorifier Dieu le plus possible, par notre vie. Ce désir doit se faire apostolique, c’est-à-dire faire naître en nous une sainte passion d’exciter aussi en d’autres âmes ce besoin de louer, et provoquer un grand accroissement de la vertu de Religion parmi les hommes. »

## Publications
Les quelque 250 ouvrages et articles publiés par Hoornaert sont recensés dans la bibliographie très complète qui clôture le livre Laus Deo ci-dessous référencé. Parmi ses ouvrages méritent d’être mentionnés :
- Pour la Patrie : conférences données en l’église Sainte-Walburge, à Bruges, pendant l’octave des patriotes, Bruges/Paris/Lille, 1918
- Sainte Térèse écrivain : son milieu, ses facultés, son œuvre, Bruges/Paris/Lille, Desclée de Brouwer, 1922
- Sainte Godeliève, patronne de la Flandre, Bruges, Desutter, 1925
- L’Âme ardente de Saint-Jean de la Croix, Bruges/Paris, Desclée de Brouwer, 1928 (traduction anglaise sous le titre The Burning Soul of St John of the Cross, par Algar Thorold, Londres 1931)
- (nl) Een liturgische inrichting : de Dochters der H. Kerk op het Begijnhof te Brugge, Steenbrugge, coll. « Ora et labora », 1932
- La Plus Ancienne Règle du béguinage de Bruges, Bruges, Joseph De Plancke, 1930
- Le Bréviaire aux mains des laïcs, Bruges, 1934, avec un avant-propos de Théodore Nève
- Le Bréviaire : prière de tous, Bruges, 1947, avec un avant-propos de Théodore Nève
- (nl) Werkmethode voor acolietenactie, Bruges, 1937
- L’Évolution spirituelle du béguinage de Bruges, Bruges, éd. de la Vigne, 1939
- (nl) Breviergebed voor den leek, Voorhout, 1941
- Qu’est-ce qu’une paroisse ?, Bruges, 1942
- Les Expériences mystiques d’Adolphe Retté 1863-1930, Paris, Desclée de Brouwer/Temps et Visages, 1945
- L’Unité belge en péril !, Bruxelles, Librairie Albert Dewit, 1919 (sous le pseudonyme de O. Vos
- Les Béguines de Bruges, leur histoire, leur règle, leur vie, Bruges, Desclée de Brouwer, 1924
- Le béguinage de Bruges : son histoire, sa règle, sa vie, Bruges, 1930
- (nl) Breviergebed voor de vrome christenen, Bruges, coll. « Ora et labora », 1931
- La participation des fidèles à l'Office divin, Bruges, éd. de la Vigne, 1936
- Le Béguinage princier de Bruges : le passé, le présent, Bruges, 1938
- Aimer l’Église : douze méditations en forme de retraite, Bruges, Desclée de Brouwer, 1938 (traduction portugaise sous le titre Amar a Igreja. Doze meditações em forma de retiro, Lisbonne 1951)
- La Messe en langue vulgaire, 1945
- Sainte Térèse d’Avila et ce qu'il faut avoir lu de ses écrits, Bruges, éd. Beyaert, coll. « Renaissance et Tradition », 1951 (traduction anglaise sous le titre Saint Teresa in her writings, par Joseph Leonard, Londres 1931)
- Connaissez-vous les Filles de l’Église, bénédictines missionnaires des paroisses ?, Bruges, 1951
- (nl) Hoe dien ik goed de mis?, Bruges, 1954
- Constitutions des Filles de l’Église. Bénédictines missionnaires des paroisses. Congrégation religieuse diocésaine, établie dans l’ancien béguinage de Bruges, dit l’enclos de la Vigne, Bruges, 1956
- Louez Dieu ! Méditations sur la vertu de religion selon l’esprit de S. François de Sales, Bruges, éd. Beyaert, 1957 (traduction néerlandaise sous le titre Looft God! Overwegingen, par Zr. M. Johanna van de Moeder van de Smarten, Nimègue ; traduction allemande Lobet den Herrn, par Marcellina Pustet, Ratisbonne 1959)
- Notre apostolat paroissial, Sint-Andries (Bruges), 1963
- Le Béguinage de Bruges : guide pour les touristes, Bruges, non daté
- (nl) Een moderne congregatie : de Dochters van de Kerk en de Wijngaard te Brugge, non daté
- Méthode de formation à l’acolytat, Paroisse et Liturgie, coll. « Pastorale liturgique », non daté

Hoornaert publiait ses articles principalement dans sa propre revue, d’abord intitulée Les cahiers du Béguinage de Bruges, puis, à partir de 1936, Les Cahiers de la Vigne. Cependant des articles de lui parurent aussi dans les Actes de la Société d’histoire à Bruges, dans la Revue catholique des idées et des faits, dans Tijdschrift voor liturgie, dans Liturgisch parochieblad et dans La Revue nouvelle. 
Il écrivit également des articles de presse dans des journaux tels que La Patrie, Le Bien Public, Het Belfort, Journal de Bruges, Brugsch Handelsblad, Het Woensdagblad et La Flandre Maritime.

## Corrélats
- Hector Hoornaert
- Béguinage de Bruges
- Mouvement liturgique